# Sandro Pertini
(Sandro Pertini)
Alessandro Giuseppe Antonio Pertini, detto Sandro (Stella, 25 settembre 1896 – Roma, 24 febbraio 1990), è stato un politico, giornalista e partigiano italiano.
Fu il settimo presidente della Repubblica Italiana dal 1978 al 1985, primo socialista e unico esponente del PSI a ricoprire la carica.
Durante la prima guerra mondiale, Pertini combatté sul fronte dell'Isonzo e, per diversi meriti sul campo, fu proposto per la medaglia d'argento al valor militare nel 1917, ma essendo stato segnalato come simpatizzante socialista su posizioni neutrali, l'onorificenza gli fu conferita solo nel 1985. Nel primo dopoguerra aderì al Partito Socialista Unitario di Filippo Turati e si distinse per la sua energica opposizione al fascismo. Perseguitato per il suo impegno politico contro la dittatura di Mussolini, nel 1925 fu condannato a otto mesi di carcere per aver redatto un opuscolo antifascista. Fu nuovamente condannato nel 1927 per aver favorito l'espatrio di Filippo Turati in Francia, dove lo seguì in esilio per evitare l'assegnazione per cinque anni al confino. Continuò la sua attività antifascista anche all'estero e per questo, dopo essere rientrato sotto falso nome in Italia nel 1929, fu arrestato e condannato dal Tribunale speciale per la difesa dello Stato prima alla reclusione e successivamente al confino.
Solo nel 1943, alla caduta del regime fascista, fu liberato. Contribuì a ricostruire il vecchio PSI fondando insieme a Pietro Nenni e Lelio Basso il Partito Socialista Italiano di Unità Proletaria (PSIUP). Il 10 settembre 1943 partecipò alla battaglia di Porta San Paolo nel tentativo di difendere Roma dall'occupazione tedesca. Divenne in seguito una delle personalità di primo piano della Resistenza e fu membro della giunta militare del Comitato di Liberazione Nazionale in rappresentanza del PSIUP. A Roma fu catturato dalle SS e condannato a morte; riuscì a salvarsi evadendo dal carcere di Regina Coeli assieme a Giuseppe Saragat e ad altri cinque esponenti socialisti grazie a un intervento dei partigiani delle Brigate Matteotti. Nella lotta di Resistenza fu attivo a Roma, in Toscana, Valle d'Aosta e Lombardia, distinguendosi in diverse azioni che gli valsero una medaglia d'oro al valor militare. Nell'aprile 1945 partecipò agli eventi che portarono alla liberazione dal nazifascismo, organizzando l'insurrezione di Milano e votando il decreto che condannò a morte Mussolini e gli altri gerarchi fascisti.
Nell'Italia repubblicana fu eletto deputato all'Assemblea Costituente per i socialisti, quindi senatore nella prima legislatura e deputato in quelle successive, sempre rieletto dal 1953 al 1976. Ricoprì per due legislature consecutive, dal 1968 al 1976, la carica di presidente della Camera dei deputati, infine fu eletto presidente della Repubblica Italiana l'8 luglio 1978. Andando spesso oltre il "basso profilo" tipico del ruolo istituzionale ricoperto, il suo mandato presidenziale fu caratterizzato da una forte impronta personale che gli valse una notevole popolarità, tanto da essere ricordato come il "presidente più amato dagli italiani" o il "presidente degli italiani", avendo ricevuto infatti l'82,3% dei voti, il più alto tra tutte le elezioni presidenziali della storia repubblicana.
Come capo dello Stato conferì l'incarico a sei presidenti del Consiglio dei ministri: Giulio Andreotti (del quale respinse le dimissioni di cortesia presentate nel 1978), Francesco Cossiga (1979-1980), Arnaldo Forlani (1980-1981), Giovanni Spadolini (1981-1982), Amintore Fanfani (1982-1983) e Bettino Craxi (1983-1987). Nominò cinque senatori a vita: Leo Valiani nel 1980, Eduardo De Filippo nel 1981, Camilla Ravera nel 1982 (prima donna senatrice a vita), Carlo Bo e Norberto Bobbio nel 1984; infine nominò tre giudici della Corte costituzionale: nel 1978 Virgilio Andrioli, nel 1980 Giuseppe Ferrari e nel 1982 Giovanni Conso.
Esponente democratico e riformista del socialismo italiano, durante la sua carriera si prodigò per la crescita del PSI e per l'unità dei socialisti italiani, opponendosi strenuamente alla scissione del 1947 e sostenendo la riunificazione delle sinistre. In qualità di presidente della Repubblica nel 1979 conferì, per la prima volta dal 1945, il mandato di formare il nuovo governo a un esponente laico, il repubblicano Ugo La Malfa, incaricando quindi, con successo, nel 1981, il segretario del PRI Giovanni Spadolini (primo non democristiano ad assumere la guida del governo dal 1945), e nel 1983 il segretario del PSI Bettino Craxi (primo uomo politico socialista a essere nominato presidente del Consiglio nella storia d'Italia).
Durante e dopo il periodo presidenziale non rinnovò la tessera del PSI, al fine di presentarsi al di sopra delle parti, pur senza rinnegare il suo essere socialista. Del resto, lasciato il Quirinale al termine del suo mandato presidenziale e rientrato in Parlamento come senatore a vita di diritto, si iscrisse al gruppo senatoriale del Partito Socialista Italiano. Fu sposato dal 1946 alla sua morte con Carla Voltolina, anch'essa partigiana e antifascista.

## Biografia

### Nascita e formazione culturale
Alessandro Giuseppe Antonio Pertini, detto Sandro, nacque a Stella alle ore 17:45 di venerdì 25 settembre 1896 da una famiglia benestante: il padre, Alberto Gianandrea (1853-1908), era proprietario terriero; Pertini era il quarto di cinque fratelli: il primogenito, Giuseppe Luigi Pietro, detto "Gigi" (1882-1975), pittore; Maria Adelaide Antonietta, detta "Marion" (1898-1981), che sposò il diplomatico italiano Aldo Tonna (1908-2005); Giuseppe Luigi, detto "Pippo" (1890-1930), ufficiale di carriera; ed Eugenio Carlo, detto "Genio" (1894-1945), il quale, durante la seconda guerra mondiale, fu deportato nel campo di concentramento di Flossenbürg, dove morì.

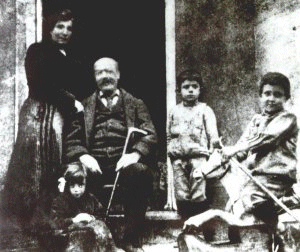
Sandro, in piedi, con la madre, il padre, la sorella Marion e il fratello Eugenio

Sandro Pertini era molto legato alla madre Maria Giovanna Adelaide Muzio (1854-1945). Compì i primi studi presso il collegio dei salesiani "Don Bosco" di Varazze, poi al Liceo Ginnasio "Gabriello Chiabrera" di Savona, dove ebbe come professore di filosofia Adelchi Baratono, socialista riformista e collaboratore di Critica Sociale di Filippo Turati, che contribuì ad avvicinarlo agli ambienti del movimento operaio ligure. Del professor Baratono Pertini conserverà un insegnamento al quale rimarrà fedele: 
(Discorso del Presidente Pertini ai lavoratori dell'Italsider. Savona, 20 gennaio 1979)
Scoppiata la Grande Guerra, nel novembre 1915 fu chiamato alle armi e assegnato alla 1ª Compagnia Automobilisti del 25º reggimento di artiglieria da campagna di stanza a Torino, dove giunse il 2 dicembre.
Seppur in possesso della licenza ginnasiale, prestò inizialmente servizio come soldato semplice, essendosi rifiutato, come molti altri socialisti neutralisti del periodo, di fare il corso per ufficiali. Il 7 aprile 1917, tuttavia, venne inviato sul fronte dell'Isonzo e, a seguito di una direttiva del generale Cadorna che obbligava i possessori di titolo di studio a prestare servizio come ufficiali, frequentò il corso a Peri di Dolcè.
Venne dunque inviato a combattere in prima linea come sottotenente di complemento, distinguendosi per alcuni atti di eroismo: per aver guidato, nell'agosto del 1917, un assalto al monte Jelenik durante la battaglia della Bainsizza fu proposto dal suo comandante per la medaglia d'argento al valor militare. Molti anni dopo, quando Pertini divenne presidente, il capo di stato maggiore, l'ammiraglio Giovanni Torrisi, ritrovò il fascicolo e pensò di consegnargli la decorazione, ma Pertini - che era stato contrario alla guerra - si sottrasse all'onorificenza, pur ricordando l'azione bellica come "una cosa esaltante".
Nell'ottobre 1917 partecipò alla rotta di Caporetto, di cui avrebbe sempre serbato un ricordo vivissimo. Dopo aver trascorso l'ultimo anno del conflitto nel settore del Pasubio, durante il quale venne anche nominato tenente, il 4 novembre 1918 fece ingresso a Trento alla testa del suo plotone di mitraglieri. Durante il conflitto fu colpito dal gas tossico fosgene e venne salvato dal suo attendente che lo trasportò di peso, agonizzante, all'ospedale da campo ma dovette minacciare con la pistola i medici che non volevano curarlo dandolo per spacciato. Dopo aver prestato servizio ancora per qualche mese in Dalmazia, Pertini fu congedato nel marzo 1920.
Nel settembre 1919 aveva intanto conseguito la maturità classica, come privatista, presso il Liceo "Gian Domenico Cassini" di Sanremo.
Dopo aver sostenuto dodici esami alla facoltà di giurisprudenza dell'Università di Genova, nel marzo 1923, ventiseienne, si iscrisse alla stessa facoltà nell'ateneo di Modena: qui sostenne in tre mesi i rimanenti sei esami.
Si laureò il 12 luglio 1923, con punteggio 105/110, con la tesi L'industria siderurgica in Italia.
Si trasferì in seguito a Firenze, ospite del fratello Luigi Giuseppe, e si iscrisse all'Istituto di Scienze sociali "Cesare Alfieri", conseguendo il 2 dicembre 1924 la seconda laurea, in scienze politiche, con una tesi dal titolo La cooperazione e la votazione finale di 84/110.

### Adesione al socialismo e prime lotte antifasciste

Pertini studente universitario alla facoltà di giurisprudenza di Genova nel 1920

Non è chiara l'epoca di adesione di Pertini al Partito Socialista Italiano.
Secondo quanto riportato in diverse sue biografie (quella pubblicata nel sito web dell'Associazione Sandro Pertini, quella pubblicata nel sito web della Fondazione Pertini e quella pubblicata nel sito web del Circolo Sandro Pertini di Genova) egli, già nel 1918, al termine del primo conflitto mondiale, si sarebbe iscritto al Partito Socialista Italiano presso la federazione di Savona. Inoltre (sempre secondo quanto riportato nei siti web della Fondazione Pertini e del Circolo Pertini di Genova), nel 1919 sarebbe stato eletto consigliere comunale a Stella nella lista socialista. Avrebbe poi partecipato, nel 1921, in qualità di delegato della federazione savonese, al XVII congresso del PSI a Livorno, nel corso del quale si verificò la scissione comunista, e, quindi, il 1º ottobre 1922, dopo l'espulsione dell'ala riformista dal PSI, sarebbe stato uno dei promotori della costituzione del Partito Socialista Unitario, assieme a Filippo Turati, Giacomo Matteotti e Claudio Treves.
I registri dei verbali del Consiglio Comunale di Stella testimoniano però che Pertini venne eletto consigliere comunale di quella località il 24 ottobre 1920, facendo egli parte di una lista composta da esponenti dell'Unione Liberale Ligure, dell'Associazione Liberale Democratica, del Partito dei Combattenti e del Partito Popolare Italiano. Come testimoniato ancora da quei documenti, egli rimase in carica fino alla primavera del 1922, epoca in cui rassegnò le dimissioni. In base a ciò, si deve quindi escludere che egli possa aver partecipato come delegato socialista di Savona al XVII Congresso del PSI di Livorno.

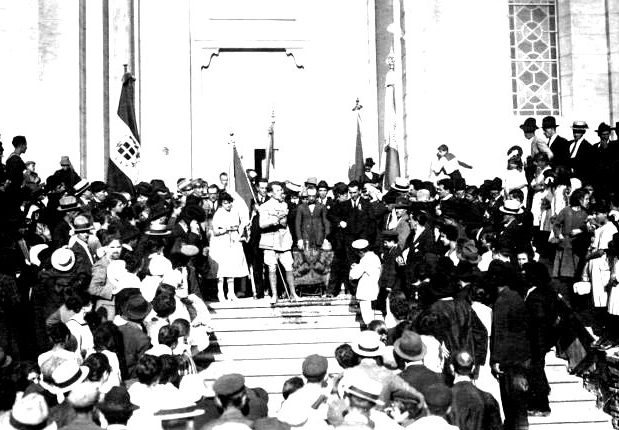
Pertini nella cerimonia d'inaugurazione della bandiera degli ex combattenti a Stella nel 1921

Sempre nel 1920 Pertini aveva fondato a Stella la locale sezione dell'Associazione Nazionale Combattenti, divenendone il primo presidente: un incarico che avrebbe ricoperto fino al maggio del 1922, succedendogli poi suo fratello Pippo.
Tra il 1923 e il 1924, entrato in contatto a Firenze con gli ambienti dell'interventismo democratico e socialista vicini a Gaetano Salvemini, ai fratelli Rosselli e a Ernesto Rossi, avrebbe preso parte, in quel periodo, alle iniziative del movimento di opposizione al fascismo "Italia Libera", al quale si sarebbe iscritto il 9 agosto 1924 presso la sezione di Savona, salvo poi iscriversi, appena 9 giorni dopo, il 18 agosto 1924, al Partito Socialista Unitario, presso la federazione di Savona, sull'onda dell'emozione e dello sdegno per il ritrovamento, due giorni prima, del cadavere di Giacomo Matteotti, che di quel partito era il Segretario.
Il CESP - Centro Espositivo "Sandro Pertini" di Firenze riporta, tra i vari documenti pubblicati nel proprio sito web, il testo della lettera, evidentemente retrodatata al mese di giugno 1924 (non è indicato il giorno), che Pertini inviò da Firenze all'avv. Diana Crispi, Segretario della Sezione Unitaria di Savona:
tuo Sandro Pertini»

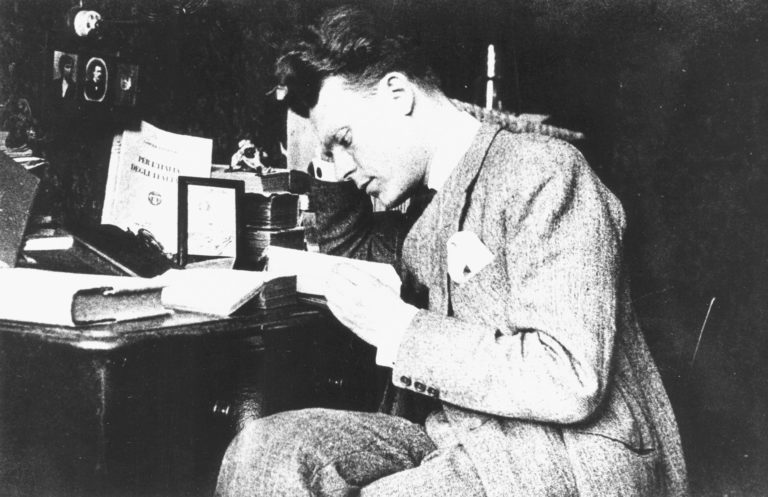
Pertini studente universitario alla facoltà di giurisprudenza di Modena nel 1922

Comunque siano andate le cose, è certo che a partire dall'estate del 1924 Pertini fu iscritto al Partito Socialista Unitario di Filippo Turati, di ispirazione riformista.
Ostile al regime fascista fin dall'inizio, per la sua attività politica fu bersaglio di aggressioni squadriste: il suo studio di avvocato a Savona fu devastato più volte, mentre in un'altra occasione fu picchiato perché indossava una cravatta rossa, oppure ancora per aver deposto una corona di alloro dedicata alla memoria di Giacomo Matteotti.
Il 22 maggio 1925, Pertini venne arrestato per aver distribuito un opuscolo clandestino, stampato a sue spese, dal titolo Sotto il barbaro dominio fascista, in cui denunciava le responsabilità della monarchia verso l'instaurazione del regime fascista, le illegalità e le violenze del fascismo stesso, nonché la sfiducia nell'operato del Senato del Regno, composto in maggioranza da filofascisti, chiamato a giudicare in Alta Corte di Giustizia l'eventuale complicità del generale Emilio De Bono riguardo all'omicidio di Giacomo Matteotti.
In seguito a questo, fu aperto a suo nome un fascicolo al Casellario Politico Centrale e venne accusato di «istigazione all'odio tra le classi sociali» secondo l'articolo 120 del Codice Zanardelli, oltre che dei reati di stampa clandestina, oltraggio al Senato e lesa prerogativa della irresponsabilità del re per gli atti di governo.
Nell'interrogatorio dopo l'arresto, in quello condotto dal procuratore del Re e all'udienza pubblica davanti al Tribunale di Savona, Pertini rivendicò il proprio operato assumendosi ogni responsabilità e dicendosi disposto a proseguire nella lotta contro il fascismo e per il socialismo e la libertà, qualunque fosse la condanna.
Il 3 giugno 1925 fu condannato a otto mesi di detenzione e al pagamento di un'ammenda per i reati di stampa clandestina, oltraggio al Senato e lesa prerogativa regia, ma fu assolto per l'accusa di istigazione all'odio di classe. La condanna non attenuò la sua attività, che riprese appena liberato.
Nel novembre 1926, dopo il fallito attentato di Anteo Zamboni a Mussolini, come altri antifascisti in tutta Italia, fu oggetto di nuove violenze da parte dei fascisti (il 31 ottobre 1926, dopo un comizio, durante un'aggressione di squadristi gli era stato spezzato il braccio destro) e si trovò costretto ad abbandonare Savona per riparare a Milano. Il 4 dicembre 1926, in applicazione delle cosiddette leggi eccezionali "fascistissime", Pertini, definito «un avversario irriducibile dell'attuale Regime», venne assegnato dalla Commissione provinciale di Genova al confino di polizia per cinque anni, il massimo della pena previsto dalla legge.

### Esilio in Francia

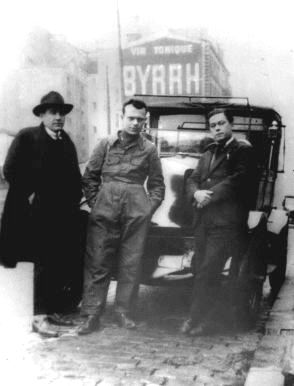
Pertini lavatore di taxi a Parigi nel dicembre 1926

Per sfuggire alla cattura, nell'autunno del 1926, espatriò clandestinamente in Francia assieme a Filippo Turati, con un'operazione organizzata da Carlo Rosselli e Ferruccio Parri, con l'aiuto, tra gli altri, di Camillo e Adriano Olivetti. La fuga avvenne con una traversata su un motoscafo guidato da Italo Oxilia partito da Savona la sera dell'11 dicembre, e giunto nel porto di Calvi, in Corsica, la mattina successiva.
Così Pertini ha raccontato l'avventuroso episodio:
L'8 dicembre, eludendo ogni vigilanza, si riesce a condurre Turati nella mia città. Turati rimase nascosto con me a Quiliano, vicino a Savona, in casa di un mio caro amico, Italo Oxilia. Dormivamo nella stessa stanza, Turati soffriva d'insonnia e passava le ore discorrendo con me della triste situazione creata dal fascismo e della necessità della sua partenza, ma anche dello strazio che questa partenza rappresentava per il suo animo.[…] 
 Il Governo e i socialisti francesi ci diedero subito la loro solidarietà e il benvenuto. Molti giornalisti arrivarono a Calvi da Bastia e pubblicarono imprudentemente la notizia che Turati era arrivato in Francia con Carlo Rosselli e Ferruccio Parri. Pernottammo a Calvi, Turati voleva indurre Rosselli a restare con noi, a non far ritorno in Italia, ma vane furono le nostre insistenze. Così la mattina dopo il motoscafo ripartiva con Oxilia, Da Bove, Boyancè e il giovane meccanico del motoscafo Ameglio. Con essi erano anche Parri e Rosselli. L'addio fu straziante. Ci abbracciammo senza pronunciare parola cercando di trattenere la profonda commozione.
Rosselli toglie il tricolore che avevamo issato a bordo, e lo agita. È l'estremo saluto della Patria per Turati ed anche per me. Turati con gli occhi pieni di lacrime mi disse: "Io sono vecchio, non tornerò più vivo in Italia". Rimanemmo sul molo finché potemmo vedere i nostri compagni. La mattina dopo ci imbarcammo sul traghetto per Nizza e di lì proseguimmo per Parigi dove trovammo Nenni, Modigliani, Treves e tanti altri. Turati mi offrì la sua assistenza economica, ma io rifiutai e decisi di guadagnarmi da vivere facendo i lavori più umili.»
Ferruccio Parri e Carlo Rosselli vennero arrestati al loro rientro in Italia dalla Corsica, mentre attraccavano al pontile Walton di Marina di Carrara: invano cercarono di far credere che stavano rientrando da una gita turistica. Ma le indagini dell'OVRA e della polizia portarono anche all'arresto degli altri complici.
Il Tribunale di Savona condannò a dieci mesi di carcere Ferruccio Parri, Carlo Rosselli, Dabove e Boyancè, una sentenza mite, rispetto alle previsioni.
Pertini e Turati furono condannati in contumacia anch'essi a dieci mesi di arresto ciascuno.

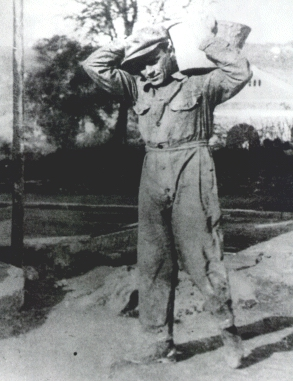
Pertini muratore a Nizza nel 1927

Dopo aver passato alcuni mesi a Parigi, si stabilì definitivamente a Nizza nel febbraio 1927, mantenendosi con lavori diversi (manovale, muratore, imbianchino e persino la comparsa cinematografica).

Pertini in esilio a Nizza, con i compagni di lavoro

Divenne un esponente di spicco tra gli esiliati, svolgendo attività di propaganda contro il regime fascista, con scritti e conferenze, nonché partecipando alle riunioni della Lega Italiana dei Diritti dell'Uomo e a quelle della Concentrazione Antifascista.

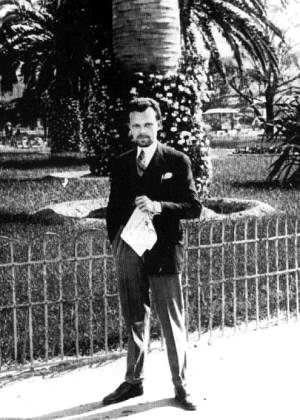
Pertini comparsa Paramount a Nizza nel 1928

Nell'aprile del 1928 impiantò, in un villino preso in affitto a Èze, vicino a Nizza, una stazione radio clandestina allo scopo di mantenersi in corrispondenza con i compagni in Italia, per potere comunicare e ricevere notizie; ottenne i fondi dalla vendita di una sua masseria in Italia. Scoperto dalla polizia francese, subì un procedimento penale e fu condannato a un mese di reclusione, pena poi sospesa con la condizionale, dietro il pagamento di un'ammenda.
Il suo esilio francese terminò nella primavera del 1929, quando il 22 marzo partì da Nizza e, dopo essere passato per Parigi, dove si incontrò con i massimi dirigenti della Concentrazione antifascista, e per Ginevra, dove si recò presso l'abitazione dell'esponente repubblicano Giuseppe Chiostergi e frequentò anche l'anarchico Camillo Berneri, munito di passaporto falso recante la sua fotografia e intestato al nome del cittadino svizzero Luigi Roncaglia, fattogli avere da Randolfo Pacciardi, varcò la frontiera dalla stazione di Chiasso nel pomeriggio del 26 marzo 1929, e rientrò in Italia.
Lo storico della massoneria Aldo Alessandro Mola afferma che durante l'esilio in Francia Pertini ebbe rapporti con l'obbedienza massonica del Grande Oriente d'Italia in esilio, ma la notizia di una sua eventuale affiliazione non trova riscontro nella documentazione archivistica concernente la permanenza di Pertini in Francia, né nella pubblicistica coeva, né, infine, nella letteratura storica sull'esilio francese del futuro presidente della Repubblica.

### Rientro in Italia, cattura, carcere e confino
Non si conosce molto dei fratelli di Pertini, tuttavia su due di essi, Giuseppe ed Eugenio, la cui vicenda si sviluppa appunto tra gli anni dell'antifascismo e della Resistenza, Sandro Pertini gettò una luce in una famosa intervista concessa ad Oriana Fallaci nel 1973.
Giuseppe Pertini, detto Pippo, fratello maggiore di Sandro, fu ufficiale di carriera durante la prima guerra mondiale. Nel 1923 si iscrisse al Partito Fascista; tra i due fratelli si produsse così una frattura che si ricompose parzialmente solo nel 1925, dopo il primo arresto di Sandro. Dopo il secondo arresto, nel 1926, Giuseppe abbandonò il fascismo. Di lì a poco sarebbe morto, di infarto, a 40 anni: "di crepacuore" dirà in seguito Pertini.
Lo scopo del suo rientro in Italia era quello di riorganizzare le file del partito socialista e stabilire contatti con gli altri partiti antifascisti, tra cui i democratici di "Nuova Libertà".
In contatto con gli antifascisti della "Concentrazione", visitò Novara, Torino, Genova, La Spezia, Piacenza, Parma, Reggio Emilia, Bologna, Roma, Firenze e Napoli, e alla fine, nelle relazioni inviate a Parigi, comunicò che era possibile potenziare la rete socialista. Conclusione diversa da quella pessimista di Fernando De Rosa, che aveva viaggiato attraverso la penisola prima di lui.
Si recò in seguito a Milano per progettare un attentato alla vita di Mussolini, e incontrò a questo scopo l'ingegner Vincenzo Calace che, come dichiarò in seguito, «gli confidò di essere in grado di costruire bombe a orologeria ad alto potenziale». Il progetto prevedeva di servirsi delle fognature sotto Palazzo Venezia, ma fu scartato poiché attraverso amici di Ernesto Rossi si scoprì che erano sorvegliate e protette da allarmi. Pertini tentò comunque di proseguire nel suo intento: incontrò a Roma il socialista Giuseppe Bruno per raccogliere informazioni e, una volta rientrato a Milano, fissò un incontro con Rossi. Il 14 aprile 1929 andò a Pisa per incontrarlo, ma in corso Vittorio Emanuele (poi corso Italia) fu riconosciuto per caso da un esponente fascista di Savona, tale avvocato Icardio Saroldi,  che diede l'allarme a un piccolo gruppo di camicie nere, i quali provvidero ad arrestarlo.
Il 30 novembre 1929 fu condannato dal Tribunale Speciale per la difesa dello Stato a dieci anni e nove mesi di reclusione e a tre anni di vigilanza speciale, per aver «svolto all'estero attività tali da recare nocumento agl'interessi nazionali», nonché per «contraffazione di passaporto straniero». Durante il processo Pertini rifiutò di difendersi, non riconoscendo l'autorità di quel tribunale e considerandolo solo un'espressione di partito, esortando invece la corte a passare direttamente alla condanna già stabilita. Durante la pronuncia della sentenza si alzò gridando: «Abbasso il fascismo! Viva il socialismo!».
Fu internato nel carcere dell'isola di Santo Stefano, ma dopo poco più di un anno, il 10 dicembre 1930, fu trasferito, a causa delle precarie condizioni di salute, alla casa penale di Turi. A causare il trasferimento non fu estranea una campagna di proteste e denunce all'estero, in particolare in Francia, dopo che alcune notizie sulla sua salute erano trapelate all'esterno, grazie ad alcuni compagni di carcere comunisti.
A Turi, unico socialista recluso, condivise la cella con Athos Lisa e Giovanni Lai. Conobbe inoltre Antonio Gramsci, al quale fu stretto da grande amicizia e ammirazione intellettuale e dalla condivisione delle sofferenze della reclusione: ne divenne confidente, amico e sostenitore. Pertini stesso fu anche autore di diverse proteste e lettere finalizzate ad alleviare le condizioni carcerarie cui era sottoposto Gramsci.
Nel novembre del 1931 fu trasferito presso il sanatorio giudiziario di Pianosa ma, nonostante il trasferimento, le sue condizioni di salute non migliorarono ancora, al punto che la madre, spinta da amici e conoscenti che le descrissero il figlio in gravi condizioni di salute, presentò domanda di grazia alle autorità.
Pertini, non riconoscendo l'autorità fascista e quindi il tribunale che lo aveva condannato, si dissociò pubblicamente dalla domanda di grazia con parole molto dure, sia per la madre sia per il presidente del Tribunale Speciale.
Nel carcere di Pianosa le vessazioni dei secondini a danno dei detenuti, avallate dal rude direttore Edoardo Caddeo, erano pratica normale. Pertini (definito dal direttore «un sovversivo esaltato che va attentamente sorvegliato») non mancò di ribellarsi e protestare, col risultato di subire ritorsioni ancora più dure. In particolare un grave scontro tra lui e l'agente di custodia Antonio Cuttano, verificatosi la mattina del 1º ottobre 1932, gli costò un rinvio a giudizio dinnanzi alla pretura di Portoferraio, che il 9 novembre 1933 lo condannò alla pena di 9 mesi e 24 giorni di reclusione per oltraggio e resistenza a pubblico ufficiale, oltre al pagamento delle spese processuali. La pena venne quindi confermata in secondo grado dal Tribunale di appello di Livorno il 16 febbraio 1934, e infine, in via definitiva, dalla seconda sezione penale della Corte di Cassazione il 30 gennaio 1935.
Nel corso della sua permanenza in carcere, Pertini intrattenne inoltre una fitta corrispondenza epistolare con la sua fidanzata dell'epoca Matilde Ferrari, oltreché con la madre Maria Muzio e il suo avvocato di fiducia Gerolamo Isetta.
Il 10 settembre 1935, dopo sei anni e mezzo di prigione, venne trasferito a Ponza come confinato politico e il 20 settembre 1940, pur avendo ormai scontato la sua condanna, giudicato «elemento pericolosissimo per l'ordine nazionale», venne riassegnato al confino per altri cinque anni da trascorrere a Ventotene dove incontrò, tra gli altri, Altiero Spinelli, Umberto Terracini, Pietro Secchia, Ernesto Rossi, Luigi Longo, Mauro Scoccimarro, Camilla Ravera e Riccardo Bauer. Dalle memorie di Pertini sappiamo che circa l'80% dei confinati assieme a lui a Ventotene erano comunisti, altri appartenevano a Giustizia e Libertà o erano anarchici, in particolare livornesi. Durante il periodo del confino subì un altro processo per oltraggio e resistenza a pubblico ufficiale, ma, per la prima volta da quando il fascismo era andato al potere, fu assolto dal Tribunale di Napoli, presieduto dal giudice Giuseppe Ricciulli, il 17 giugno 1937, perché il fatto non sussisteva, oltre che da altre imputazioni minori per insufficienza di prove. L'11 settembre 1941, dietro sua richiesta, fu condotto a Savona, presso le locali carceri giudiziarie, per poter riabbracciare l'anziana madre.
A Ventotene Pertini si interessò inoltre alle condizioni di salute di alcuni compagni di confino. Il 3 maggio 1942, ad esempio, inoltrò un esposto all'Ufficio confino politico del Ministero dell'interno per lamentarsi della scarsa assistenza sanitaria prestata dalle autorità a Ernesto Bicutri, affetto da una grave forma di tubercolosi, di cui chiese inutilmente il trasferimento presso un sanatorio.
Nel 1938, gli fu dedicata la tessera del PSI, assieme a Rodolfo Morandi e a Antonio Pesenti, prigionieri anche loro nelle carceri fasciste.

### Resistenza

#### A Roma, prima e durante l'occupazione tedesca

##### Agosto - 15 ottobre 1943
Pertini riacquistò la libertà il 13 agosto 1943, pochi giorni dopo la caduta del fascismo. Inizialmente il provvedimento di scarcerazione del governo Badoglio aveva escluso i confinati comunisti e anarchici.
Pertini si adoperò quindi per ottenere in breve tempo anche la loro liberazione, prima inviando dall'isola, assieme agli altri membri del Comitato dei confinati (tra i quali Altiero Spinelli, Pietro Secchia, Mauro Scoccimarro) un telegramma a Badoglio, poi, una volta a Roma, assieme a Bruno Buozzi, assillando le autorità governative:
Li andavo a trovare ogni giorno con Bruno Buozzi. Erano restii, avevano nei confronti dei comunisti paura e odio.

Minacciammo uno sciopero generale, e l'argomento li convinse.»
(Sandro Pertini)
Si recò quindi a Stella a trovare la madre:
 Poi ritornò subito a Roma, per contribuire alla ricostruzione del partito socialista e riprendere la lotta antifascista; il 23 agosto partecipò infatti alla fondazione del Partito Socialista Italiano di Unità Proletaria (PSIUP), nato dall'unione del PSI con il MUP, con Pietro Nenni come segretario.
Il 25 fu eletto con Carlo Andreoni vicesegretario, per occuparsi dell'organizzazione militare del partito a Roma. In seguito fece parte, per conto del PSIUP, della giunta militare del CLN con Giorgio Amendola (PCI), Riccardo Bauer (PdA), Giuseppe Spataro (DC), Manlio Brosio (PLI) e Mario Cevolotto (DL).
Il 10 settembre partecipò, con altri esponenti socialisti, ai combattimenti contro i tedeschi a Porta San Paolo per la difesa di Roma, insieme al dirigente sindacale Bruno Buozzi,  ai futuri ministri Emilio Lussu, Mario Zagari e Giuliano Vassalli, a Giuseppe Gracceva (futuro comandante delle Brigate Matteotti di Roma) e ad Alfredo Monaco (che giocherà poi un ruolo fondamentale nella fuga sua e di Giuseppe Saragat dal carcere di Regina Coeli). Anche per tale azione, verrà conferita a Pertini la medaglia d'oro al valor militare.
Dopo la battaglia per la difesa di Roma, Pertini entrò in clandestinità.

##### Arresto ed evasione dal carcere di Regina Coeli con Giuseppe Saragat

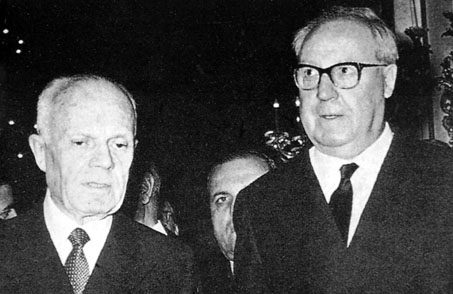
Sandro Pertini e Giuseppe Saragat in una foto del 1979. I due esponenti socialisti, futuri Presidenti della Repubblica, furono fatti evadere il 24 gennaio 1944 dal carcere romano di Regina Coeli da un gruppo delle Brigate Matteotti.

Il 15 ottobre 1943, al termine di una riunione del direttivo del PSIUP in Via Nazionale, Pertini venne catturato assieme a Giuseppe Saragat e ad altri dirigenti socialisti da esponenti della famigerata "banda Bernasconi". Lo stesso Pertini rievocherà l'episodio all'Assemblea Costituente, nella seduta del 22 luglio 1946, in occasione della discussione di una sua interrogazione parlamentare sulle modalità di applicazione dell'amnistia Togliatti:
Pertini e Saragat furono rinchiusi nel carcere romano di Regina Coeli e condannati a morte per la loro attività partigiana; Pertini in carcere sorprese gli altri detenuti politici per la serenità e l'autorevolezza dimostrate, pur in simili difficili condizioni.

Saragat ha riferito che egli: 
In carcere Saragat e Pertini incontrarono altri due eroi della resistenza: Leone Ginzburg, torturato e morto di infarto in carcere in conseguenza delle torture subite la mattina del 5 febbraio 1944, e don Giuseppe Morosini, torturato e poi fucilato il 3 aprile 1944 a Forte Bravetta.
Pertini incrociò Ginzburg mentre lo riportavano in cella dopo un feroce pestaggio, e in quell'occasione quegli trovò la forza di sussurrargli:
Anche don Morosini fu visto da Pertini dopo un interrogatorio delle SS. Il futuro presidente della Repubblica ne lasciò la seguente testimonianza:
Nei suoi occhi brillava una luce viva. La luce della sua fede.
Benedisse il plotone di esecuzione dicendo ad alta voce: "Dio, perdona loro: non sanno quello che fanno", come Cristo sul Golgota. Il ricordo di questo nobilissimo martire vive e vivrà sempre nell'animo mio.»
(Roma, 30 giugno 1969)
La sentenza di morte contro Pertini e Saragat non venne tuttavia eseguita, grazie a un'audace azione dei partigiani delle Brigate Matteotti, che il 24 gennaio 1944 permise la loro fuga dal carcere.
L'azione, dai connotati rocamboleschi, fu ideata e diretta da Peppino Gracceva e Giuliano Vassalli; quest'ultimo e Massimo Severo Giannini avevano lavorato fino all'8 settembre come avvocati nella Procura presso il Tribunale militare di Roma e avevano mantenuto contatti con impiegati e funzionari.
Con l'aiuto di diversi partigiani socialisti, il giovane avvocato Filippo Lupis, Peppino Sapiengo, Vito Maiorca, Luciano Ficca e, dall'interno della prigione, Ugo Gala, capoguardia, Alfredo Monaco, medico del carcere, e sua moglie Marcella Ficca, si riuscì per prima cosa a far passare l'incartamento processuale contro Saragat e Pertini dalla giustizia militare tedesca a quella italiana e, quindi, a far trasferire i detenuti dal 3° "braccio" tedesco del carcere al 6° "braccio" italiano.
Dirà Giuseppe Saragat:
Vennero poi realizzati e recapitati a Regina Coeli dei falsi ordini di scarcerazione per la liberazione dei due leader socialisti e dei loro coimputati; ciò non era però ancora sufficiente, poiché la prassi richiedeva che il rilascio venisse anche autorizzato telefonicamente dalla questura. Si tentò vanamente di usare le linee ordinarie, che erano però costantemente guaste o occupate; la soluzione venne da Vito Maiorca, tenente della Polizia dell'Africa Italiana, che permise a Marcella Ficca e all'avvocato Lupis di accedere al centralino telefonico della stazione di polizia di Trastevere. Lupis da lì chiamò Regina Coeli spacciandosi per un delegato della questura e ordinò perentoriamente di "mettere subito alla porta" i detenuti. I due membri dell'esecutivo del PSIUP furono dunque scarcerati insieme a Luigi Andreoni, Torquato Lunedei, Ulisse Ducci, Luigi Allori e Carlo Bracco.
Pertini stesso narrò in seguito questi fatti nelle sue memorie e in un'intervista concessa ad Oriana Fallaci nel 1973.
La complessa preparazione dell'operazione segreta fu descritta su un numero dell'Avanti! edito a Roma dopo la liberazione della città il 4 giugno 1944; il quotidiano socialista descrisse nei particolari la «evasione da “Regina Coeli di Alessandro Pertini e Giuseppe Saragat (membri dell'Esecutivo del Partito Socialista) e di cinque altri compagni. Dalla metà di ottobre 1943, da quando i nostri compagni erano stati catturati dai segugi di Bernasconi (a cui in quell'occasione per puro caso era sfuggito Pietro Nenni), essi giacevano a “Regina Coeli”».
Quindi, secondo l'Avanti!, i protagonisti della fuga dal carcere furono sette e tutti appartenenti al Partito socialista.
Sicuramente conosciuto come militante socialista era Ulisse Ducci, un antifascista di lungo corso, nominato da Bruno Buozzi fiduciario sindacale per la provincia di Piombino, nel corso di un incontro all'albergo "Moderno" di Roma nel periodo dei "quarantacinque giorni" del primo Governo Badoglio. Tornato a Piombino, Ducci partecipò alla battaglia che i militari italiani e la popolazione civile ingaggiarono il 10 settembre 1943 contro l'occupazione tedesca della città.
Fuggito poi a Roma nell'ottobre del 1943, redasse una relazione sulla battaglia di Piombino che voleva consegnare a Pertini e Buozzi. Il manoscritto fu ritrovato dalla polizia nazifascista, dopo che una spia non solo era riuscita a individuare Ducci ma, attraverso di lui, a giungere all'arresto di Pertini, Saragat e altri.
Ducci nascondeva però un trascorso da collaboratore dell'OVRA. Interrogato dai militari fascisti, Ducci non solo confessò il motivo della sua venuta a Roma, ma in cambio di una ricompensa monetaria, poi regolarmente versata alla moglie, si disse disponibile ad aiutare la polizia «nella ricerca di Nenni e di Buozzi».
Secondo lo storico Gabriele Mammarella, «allo stato attuale delle ricerche non è dato sapere quanto effettivamente questa offerta di collaborazione di Ducci si sia concretizzata. Nondimeno, data l'evoluzione dei fatti, è estremamente improbabile che abbia avuto seguito. In compenso, messo a disposizione della polizia nazista, Ducci collaborò anche con la Gestapo, non lesinando di rivelare i retroscena dei colloqui avuti con Buozzi nell'agosto precedente».
Di Luigi Andreoni l'Avanti! riferisce che il suo nome risultava assieme a quelli di Pertini e Saragat come cointestario del fascicolo processuale presso il Tribunale militare italiano che Massimo Severo Giannini e Giuliano Vassalli provvedettero a visionare, il che fa propendere per un suo ruolo nell'organizzazione clandestina del PSIUP, forse anche per una sua possibile parentela con il vice-segretario del partito, Carlo Andreoni.
Quanto a Carlo Bracco, questi il 26 luglio 1943, all'indomani della caduta del fascismo, si era impadronito di un piccolo carro armato che il Governo Badoglio aveva messo davanti al carcere romano di Regina Coeli e con esso era entrato nell'interno del carcere liberando una buona parte dei detenuti politici. Secondo quanto riferito dall'Avanti!, dopo la loro scarcerazione, «Pertini, Saragat e Bracco riprendevano immediatamente il loro posto di combattimento affrontando di nuovo senza tregua i pericoli della cospirazione e della Resistenza».
Quanto a Torquato Lunedei, l'Avanti! dichiarò che egli fu «arrestato perché scambiato per Nenni e unito poi al processo degli altri come socialista», il che lascerebbe pensare che, pur trattandosi di un antifascista, egli non appartenesse al PSIUP.
Nella sua intervista alla Fallaci, Pertini parla solo di sei “scarcerati” e definisce gli altri quattro antifascisti (oltre a sé stesso e a Saragat) come "quattro ufficiali badogliani", aggiungendo che dovette impuntarsi per farli uscire insieme a lui e Saragat e che quando Nenni lo seppe avrebbe sbottato: «Ma fate uscire Peppino! Sandro il carcere lo conosce, c'è abituato».
L'evasione dal carcere dei sette antifascisti salvò con tutta probabilità la loro vita: non v'è dubbio infatti che, se ancora detenuti alla data del 24 marzo 1944, i loro nominativi sarebbero stati inclusi nell'elenco dei Todeskandidaten (condannati a morte o colpevoli di reati passibili di condanna a morte) da fucilare per rappresaglia alle Fosse Ardeatine.

##### Attività di responsabile militare del PSIUP

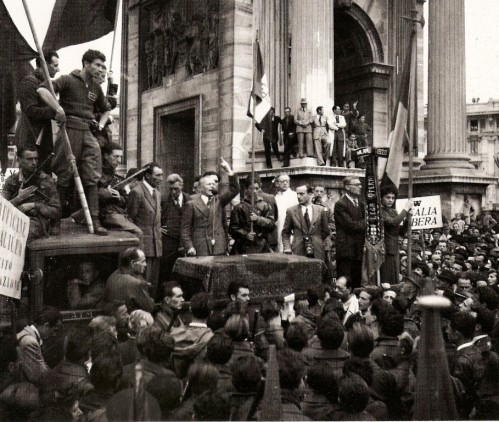
1º maggio 1945, Sandro Pertini a Milano

In una lettera del 2 marzo 1944 indirizzata al centro dirigente del PCI di Milano, Giorgio Amendola riferì che i rapporti dei socialisti con il PCI in quella fase non erano buoni. Amendola scrisse che il patto di unità d'azione tra i due partiti era allora «del tutto inoperante». Tra le varie condotte che i socialisti rimproveravano ai comunisti, il dirigente comunista elencò: «quando incontriamo tra i socialisti resistenze all'azione non sappiamo transigere e temporeggiare e procediamo per conto nostro». Secondo Amendola le rimostranze dei socialisti «non sono valide e non rispondono a realtà». Scrisse inoltre che Sandro Pertini, responsabile militare del PSIUP, «mordeva il freno» e, «geloso delle prove crescenti di capacità e di audacia date dai Gap, chiese che si concordasse un'azione armata unitaria».
Pertanto, si iniziò a progettare un'azione militare congiunta fra Gap comunisti e Brigate Matteotti socialiste per il 23 marzo 1944, venticinquesimo anniversario della fondazione dei Fasci italiani di combattimento, avvenuta il 23 marzo 1919. Per l'occasione i fascisti – sotto la guida del segretario locale del Partito Fascista Repubblicano (PFR), Giuseppe Pizzirani – avevano programmato una grande adunata a Roma presso il Teatro Adriano in piazza Cavour, dove avrebbe tenuto un discorso il cieco di guerra Carlo Borsani e da cui poi sarebbe dovuto partire un corteo diretto al palazzo dell'ex ministero delle Corporazioni in via Veneto.
In base all'accordo tra Pertini e Amendola fu dunque previsto che il corteo fascista sarebbe stato attaccato in due punti diversi dai GAP e da una squadra delle Brigate Matteotti socialiste. Secondo Amendola, il percorso del corteo fu diviso in due settori, assegnando ai socialisti quello iniziale (da piazza Cavour a via del Corso) e ai GAP quello finale. Al contrario, secondo Franco Calamandrei e Carla Capponi, sarebbero stati i GAP a colpire in piazza Cavour, con un ordigno esplosivo uguale a quello poi usato in via Rasella che, trasportato in una carrozzina per bambini da Carla Capponi, sarebbe stato fatto esplodere tra i fascisti all'uscita dal teatro. L'azione fu poi cancellata quando giunse la notizia che il generale tedesco Kurt Mälzer, comandante militare della piazza di Roma, prevedendo la possibilità di un attentato analogo a quello messo in atto dai GAP in via Tomacelli il 10 marzo, aveva annullato il corteo fascista, disponendo che tutte le celebrazioni si tenessero al chiuso nell'ex ministero delle Corporazioni.
Dopo che si seppe dai giornali che i fascisti il 23 marzo non avrebbero sfilato, i GAP decisero di colpire in quel giorno un reparto tedesco, l'11ª Compagnia del III Battaglione del Polizeiregiment "Bozen", composto da 156 uomini tra ufficiali, sottufficiali e truppa, che, quasi quotidianamente, intorno alle due del pomeriggio attraversava in colonna il centro della Capitale, di ritorno dall'addestramento al poligono di tiro di Tor di Quinto, diretta al Palazzo del Viminale (già sede del Ministero dell'interno) dove era acquartierato.
Il "Bozen" era formato da altoatesini arruolati nella polizia dopo che, nell'ottobre 1943, la provincia di Bolzano era stata occupata dai tedeschi e inserita nella cosiddetta Zona d'operazioni delle Prealpi, sulla quale la sovranità della RSI era nominale.
Il "Bozen" rappresentava per i gappisti un bersaglio relativamente facile ed era già stato individuato come destinatario di un possibile attentato.
Pertanto, il 23 marzo ebbe luogo, per opera di partigiani gappisti, l'attentato di via Rasella contro una compagnia di militari tedeschi del Polizeiregiment "Bozen", che causò trentatré caduti. Il giorno successivo i tedeschi eseguirono per rappresaglia l'eccidio delle Fosse Ardeatine, uccidendo 335 uomini tra prigionieri politici, ebrei e persone rastrellate a caso nei dintorni di via Rasella.
Amendola affermò, come diversi altri protagonisti della vicenda, che l'attentato di via Rasella fosse stato solo un'«azione di riserva», decisa a seguito dell'impossibilità di colpire il corteo fascista il 23 marzo.
Tuttavia, dal diario di Calamandrei emerge che in realtà l'attacco al "Bozen" fu pianificato in maniera completamente autonoma, risultando eseguito il giorno dell'anniversario dei Fasci del tutto casualmente. Secondo Mario Fiorentini. tre gappisti si erano appostati a via Rasella per colpire il "Bozen" già in «un pomeriggio della seconda settimana di marzo», ma avevano dovuto rinunciare all'attacco a causa della mancata apparizione della colonna in quel giorno e nei successivi.
Diversamente dall'attacco programmato contro il corteo fascista, nessun altro membro della giunta militare del CLN fu preventivamente informato del progetto dell'attacco al "Bozen", tantomeno Pertini. In seguito Amendola attribuì la mancata comunicazione del piano alla consuetudine e a «ragioni di sicurezza cospirativa». Alberto ed Elisa Benzoni ritengono invece che il piano, per i rischi di rappresaglia che comportava, «non poteva assolutamente essere comunicato agli altri perché non poteva in alcun modo essere da loro condiviso».
Ad attentato realizzato, Amendola scrisse che Pertini era «furioso», ma solo «per non essere stato messo al corrente del progetto dell'azione di riserva».
Nel pomeriggio del 26 marzo si riunì la giunta militare del CLN, nel bel mezzo della crisi che da febbraio attraversava l'organismo politico e che, proprio la mattina del 24 marzo, aveva spinto il suo presidente Ivanoe Bonomi a rassegnare le dimissioni, sospettando che le sinistre stessero preparando un governo rivoluzionario. Secondo le memorie di Giorgio Amendola, durante la riunione egli chiese che fosse emanato un comunicato che, oltre a condannare l'eccidio delle Fosse Ardeatine, rivendicasse l'azione partigiana in Via Rasella. Quest'ultima proposta trovò l'opposizione del delegato della Democrazia Cristiana, Giuseppe Spataro, il quale contestò l'opportunità dell'attentato e, al contrario, chiese un comunicato di dissociazione, proponendo inoltre che ogni futura azione fosse preventivamente approvata dalla giunta. Nell'«aspra discussione» che ne scaturì, Amendola replicò che, nel caso in cui la proposta democristiana fosse stata approvata, i comunisti sarebbero stati «costretti a prendere la [loro] libertà d'azione, anche a costo di uscire dal CLN». Poiché le deliberazioni venivano prese solo all'unanimità, nessuna delle due mozioni fu approvata, cosicché Amendola dichiarò «con una certa indignazione» che i comunisti si sarebbero autonomamente assunti – «con fierezza» – la responsabilità dell'attentato. La rivendicazione del PCI avvenne su l'Unità clandestina del 30 marzo tramite un comunicato dei GAP scritto da Mario Alicata (datato 26 marzo), in cui tra l'altro si affermava che, in risposta al «comunicato bugiardo ed intimidatorio del comando tedesco», le azioni gappiste a Roma non sarebbero cessate «fino alla totale evacuazione della capitale da parte dei tedeschi».
Su sollecitazione del segretario socialista Pietro Nenni, il 31 marzo Bonomi accettò di scrivere a nome del CLN «una nota di indignazione e di protesta» verso la strage delle Fosse Ardeatine. Il comunicato fu il risultato di un compromesso trovato dopo una serie di riunioni, discussioni e proposte di mediazioni, delle quali in mancanza di documentazione non è mai stato possibile ricostruire l'andamento. Sebbene comparve sulla stampa clandestina a metà aprile, per nascondere l'esitazione e il dissenso interni era retrodatato al 28 marzo. Definito l'attentato «un atto di guerra di patrioti italiani», il comunicato del CLN vedeva nell'eccidio «l'estrema reazione della belva ferita che si sente vicina a cadere», alla quale le «forze armate di tutti i popoli liberi», ossia gli eserciti alleati avanzanti, avrebbero presto inferto «l'ultimo colpo», senza alcun riferimento alla prosecuzione delle azioni partigiane invocata dal comunicato comunista.
Vari ex partigiani socialisti, tra cui Matteo Matteotti e Leo Solari, negli anni novanta hanno sostenuto che all'epoca Pertini, in due riunioni con alti dirigenti del suo partito alla fine di marzo e alla fine di aprile 1944 (poco prima della sua partenza per il nord), avrebbe duramente criticato l'azione come espressione di avventurismo irresponsabile. In particolare, Matteotti (all'epoca segretario della Federazione Giovanile Socialista e membro di una formazione armata socialista comandata da Eugenio Colorni) ha dichiarato che Pertini era contrario ad attaccare un reparto militare tedesco, temendo «che ci fossero delle rappresaglie sproporzionate rispetto all'efficacia dell'azione», ed era favorevole a organizzare una manifestazione di protesta davanti alla sede de Il Messaggero per il rispetto della città aperta, in modo che «il coraggio della gente si potesse manifestare con una chiara protesta contro le truppe occupanti, ma con l'intento di non arrivare ad uno scontro armato». Tali testimonianze sembrano trovare riscontro nella lettera della direzione romana del PCI datata 30 marzo 1944, nella quale è scritto (secondo Alberto ed Elisa Benzoni riferendosi «con ogni probabilità» a Pertini) che il delegato socialista aveva «assunto un atteggiamento inqualificabile di protesta e disapprovazione».
Nelle sue dichiarazioni pubbliche Pertini si attenne alla posizione ufficiale assunta dal CLN (peraltro su proposta del Segretario del suo partito), preoccupato «dall'esigenza di difendere l'unità antifascista in una vicenda marcata dall'ombra terribile delle Ardeatine».
Nel 1948 nel corso del processo contro il colonnello delle SS Herbert Kappler per la strage delle Fosse Ardeatine, Amendola, Pertini e l'azionista Riccardo Bauer, in qualità di allora responsabili militari rispettivamente del PCI, del PSIUP e del Partito d'Azione, dichiararono che l'attentato di via Rasella era stato conforme alle «direttive di carattere generale» della giunta militare.
Nuovamente, nel 1983, mentre ricopriva la carica di presidente della Repubblica, Pertini dichiarò: «Le azioni contro i tedeschi erano coperte dal segreto cospirativo. L'azione di via Rasella fu fatta dai Gap comunisti. Naturalmente io non ne ero al corrente. L'ho però totalmente approvata quando ne venni a conoscenza. Il nemico doveva essere colpito dovunque si trovava. Questa era la legge della guerra partigiana. Perciò fui d'accordo, a posteriori, con la decisione che era partita da Giorgio Amendola».
Paradossalmente, proprio le dichiarazioni pubbliche di Pertini sulla legittimità dell'attentato, sulla cui opportunità pure nutriva personalmente dubbi e remore, gli valsero l'infondata attribuzione di un suo coinvolgimento nella decisione dell'azione gappista.
Nel 1949 alcuni familiari di vittime dell'eccidio delle Fosse Ardeatine intentarono una causa civile per danni contro gli esecutori dell'attentato di via Rasella Rosario Bentivegna, Franco Calamandrei, Carlo Salinari, Carla Capponi, e contro Giorgio Amendola, Sandro Pertini e Riccardo Bauer, considerati, in quanto responsabili militari, rispettivamente, del Partito Comunista Italiano, del PSIUP e del Partito d'Azione, ispiratori e organizzatori dell'attentato. Il Tribunale di Roma, con sentenza in data 26 maggio-9 giugno 1950, respinse la richiesta di risarcimento e riconobbe che l'attentato «fu un legittimo atto di guerra», per cui «né gli esecutori né gli organizzatori possono rispondere civilmente dell'eccidio disposto a titolo di rappresaglia dal comando germanico».
Con sentenza in data 5 maggio 1954, la Corte d'Appello civile di Roma confermò la sentenza di primo grado.
Con sentenza emanata in data 11 maggio 1957 e pubblicata il successivo 2 agosto, la Corte di cassazione ribadì il carattere di legittima azione di guerra dell'attentato, disattendendo la tesi dei ricorrenti secondo i quali non avrebbe potuto trattarsi di atto di guerra in quanto all'epoca Roma era città aperta.
L'affermazione circa una corresponsabilità di Pertini nella decisione di realizzare l'attentato gli è stata poi ricorrentemente rivolta in maniera polemica dai suoi avversari politici: nel 1982, in seguito alla consegna di due medaglie al valor militare a Rosario Bentivegna (una d'argento e una di bronzo, conferitegli nel 1950), la stampa di destra accusò Pertini di aver ordinato l'attentato (riprendendo tale versione da un libro di Attilio Tamaro del 1950).
Durante un dibattito parlamentare sul processo penale agli ex gappisti nel 1997, anche il ministro della Giustizia Giovanni Maria Flick del governo Prodi dichiarò, erroneamente: «L'azione di via Rasella fu decisa dal Comando dei gruppi di azione patriottica di Roma, che aveva come dirigenti persone della statura di Sandro Pertini e di Giorgio Amendola, tra i padri della patria».
Assieme a Ugo La Malfa (allora esponente del Partito d'Azione) Pertini fu uno strenuo oppositore della svolta di Salerno rispetto alla pregiudiziale repubblicana.
Poco prima della cattura di Bruno Buozzi (avvenuta il 13 aprile 1944), il comunista Giorgio Amendola registrò quello che risulta essere l'ultimo parere politico espresso dal vecchio riformista prima della sua morte. Erano i primi di aprile. Amendola e Pertini si incontrarono in Via Po. La discussione si fece subito accesa. Sintetizzando la posizione prevalente nel Partito socialista, Pertini dichiarò la sua netta contrarietà alle nuove posizioni espresse dai comunisti in seguito alla "svolta di Salerno".
(Giorgio Amendola)
Quella di Pertini era peraltro la posizione, sia pure con diverse sfumature, di tutto il gruppo dirigente del PSIUP, ignaro delle decisioni assunte nella conferenza di Teheran (28 novembre - 1º dicembre 1943), nella quale i "tre grandi" iniziarono a prefigurare la divisione delle sfere d'influenza delle tre grandi potenze in Europa, e quindi convinto della possibilità di un'evoluzione in senso socialista della lotta di Liberazione e del nuovo assetto istituzionale dell'Italia.

### Dalla liberazione di Roma a quella di Firenze
Nel maggio del 1944, Pertini si diresse a Milano con Guido Mazzali per partecipare attivamente alla Resistenza come membro della giunta militare centrale del CLNAI e con l'intento politico di riorganizzare il partito socialista e la propaganda clandestina nelle regioni settentrionali.
Nel luglio del 1944, dopo la liberazione di Roma, venne richiamato da Nenni nella capitale. Gli ordini erano di mettersi in contatto, a Genova, con il monarchico Edgardo Sogno che lo avrebbe messo in contatto con gli alleati per farlo rientrare a Roma con un volo dalla Corsica. La situazione tuttavia si complicò: arrivato a Genova non trovò l'imbarcazione per raggiungere la Corsica, quindi cercò di attivarsi con Sogno per una soluzione alternativa.

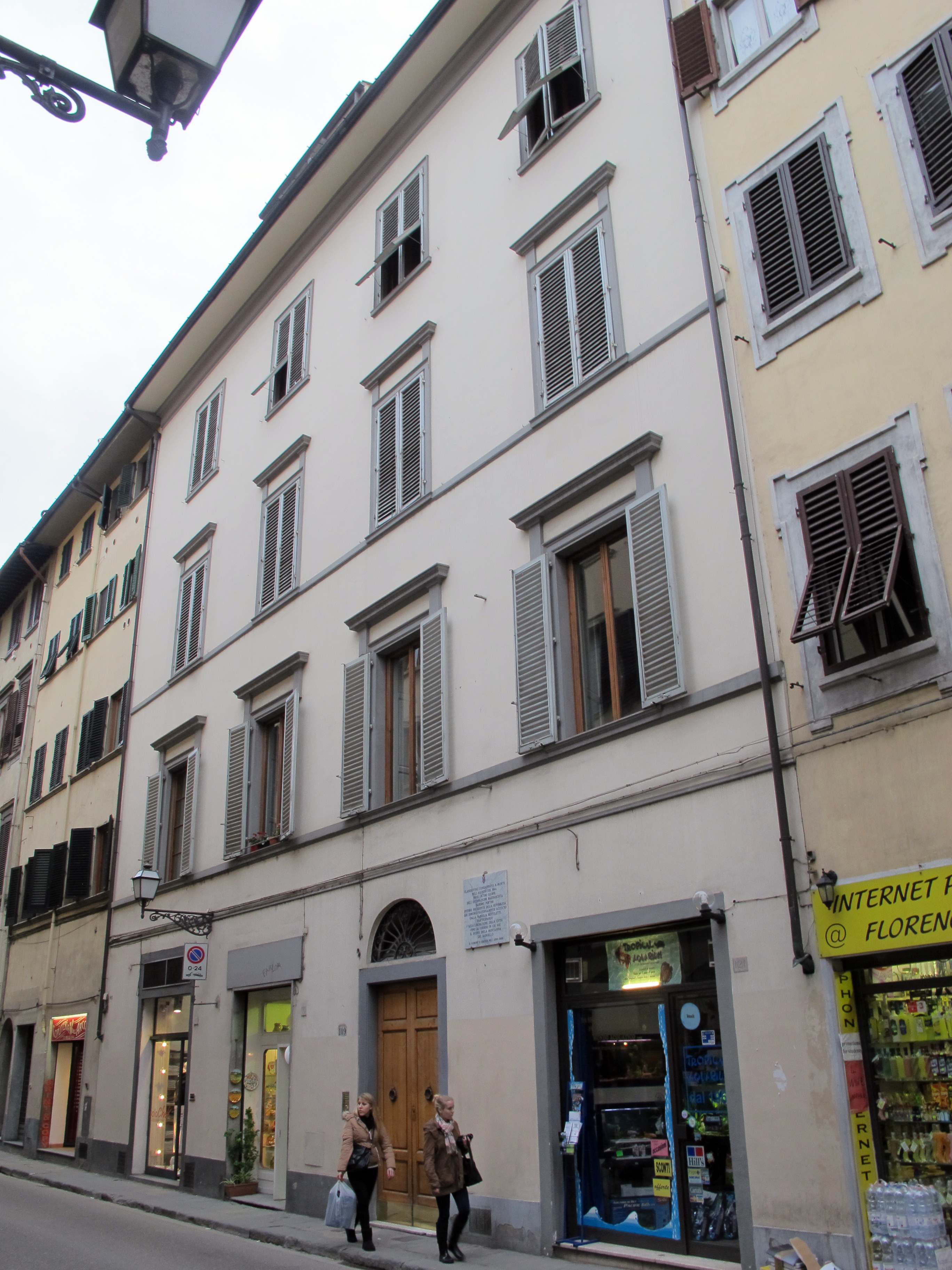
Firenze, via Ghibellina 109, la casa in cui fu nascosto Sandro Pertini

Pertini, che aveva dei contatti con i partigiani di La Spezia, partì per la città ligure con l'intento di trovare lì il mezzo adatto al viaggio. E così fu, ma occorreva aspettare qualche giorno.
Tornò a Genova, ma venne a sapere che Sogno aveva già trovato un motoscafo ed era partito con altre persone per la Corsica lasciandolo al suo destino. Pertini si trovò quindi abbandonato, in territorio occupato, con una condanna a morte pendente e, nella sua Liguria, facilmente riconoscibile, con l'ordine di rientrare a Roma.

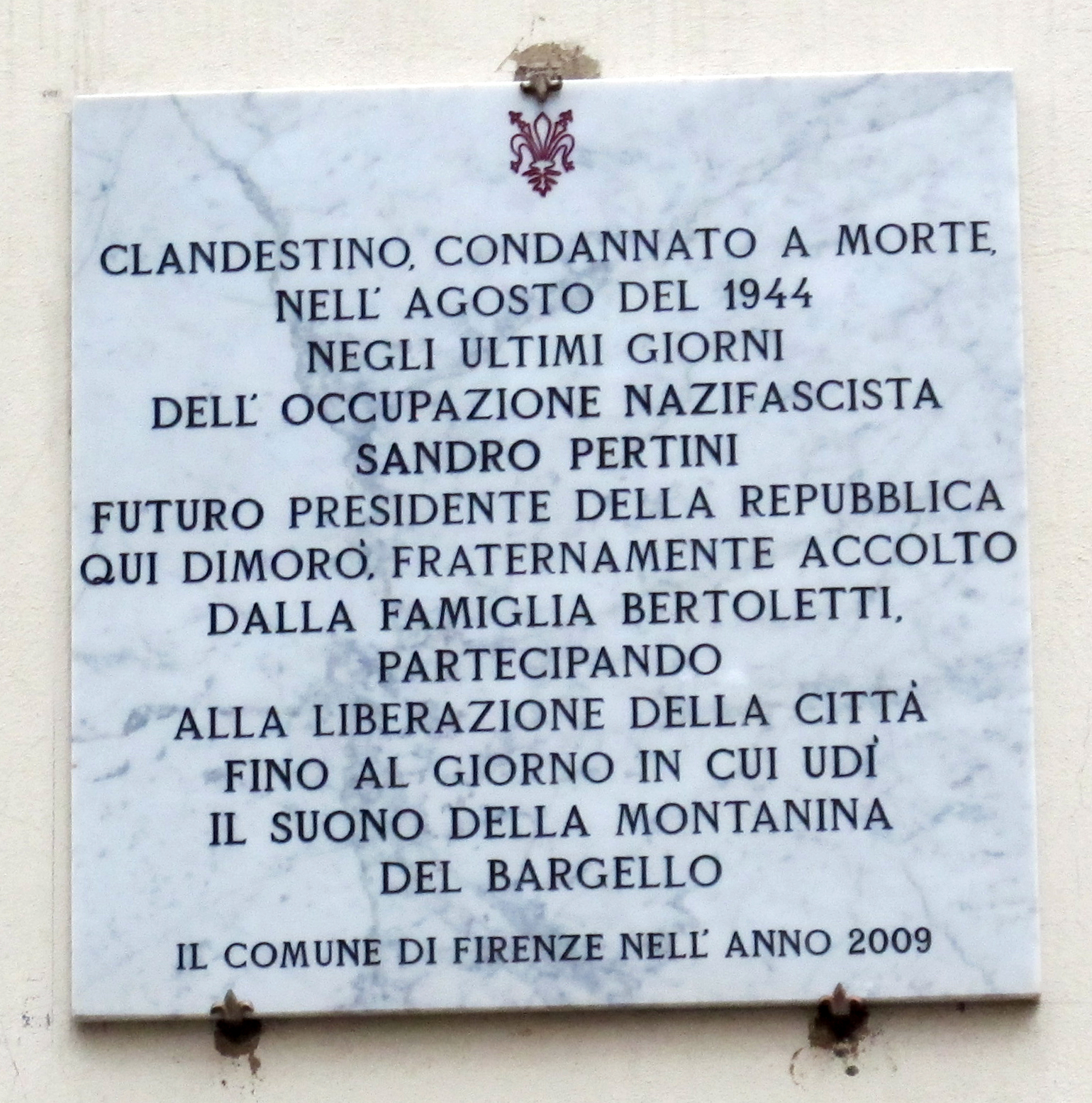
Firenze, via Ghibellina 109. La targa ricorda che nella casa fu nascosto Sandro Pertini

Decise di riparare nuovamente a La Spezia per cercare comunque di raggiungere la capitale: riuscì ad ottenere, da un industriale che riforniva i tedeschi, un lasciapassare per raggiungere Prato, dopodiché da solo raggiunse Firenze a piedi.
A Firenze si mise in contatto con il professore Gaetano Pieraccini, nel suo studio di via Cavour, grazie al quale riuscì a trovare rifugio in via Ghibellina 109, presso la famiglia Bartoletti.
L'11 agosto prese parte agli scontri per la liberazione della città, organizzando l'azione del partito socialista e la stampa delle prime copie del giornale socialista Avanti!:

### Trasferimento al Nord e liberazione di Milano
Arrivato a Roma capì presto che la sua presenza era inutile e manifestò l'intenzione di tornare al nord, dove era il segretario del Partito Socialista per tutta l'Italia occupata e faceva parte del Comitato di Liberazione Nazionale per l'Alta Italia - CLNAI in rappresentanza del partito.

Il falso documento di identità intestato a Nicola Durano di Siracusa utilizzato da Pertini durante la Resistenza

Gli furono forniti dei documenti falsi, una patente di guida a nome di Nicola Durano, e con un volo aereo venne trasferito da Napoli a Lione, poi a Digione e, una volta arrivato a Chamonix, entrò in contatto con la Resistenza francese. Il percorso di rientro fu previsto attraverso il Monte Bianco e fu condotto sul Col du Midi assieme a Cerilo Spinelli, il fratello di Altiero, con una teleferica portamerci, per poi intraprendere l'attraversamento della Mer de Glace e prendere contatto con i partigiani valdostani, grazie all'aiuto del campione francese di sci Émile Allais. Arrivò ad Aosta e poi a Ivrea, evitando pattuglie e posti di blocco dei tedeschi, fino a Torino e quindi a Milano.
Il 29 marzo del 1945 costituì, con Leo Valiani per il Partito d'Azione ed Emilio Sereni per il PCI (supplente di Luigi Longo), un comitato militare insurrezionale in seno al CLNAI con lo scopo di preparare l'insurrezione di Milano e l'occupazione della città. Il 25 aprile 1945 fu lo stesso Pertini a proclamare alla radio lo sciopero generale insurrezionale della città:
Alle 8 del mattino del 25 aprile, il Comitato di Liberazione Nazionale dell'Alta Italia si riunì presso il collegio dei Salesiani in via Copernico a Milano. L'esecutivo, presieduto da Luigi Longo, Emilio Sereni, Sandro Pertini e Leo Valiani (presenti tra gli altri anche Rodolfo Morandi – che venne designato presidente del CLNAI –, Giustino Arpesani e Achille Marazza), proclamò ufficialmente l'insurrezione, la presa di tutti i poteri da parte del CLNAI e la condanna a morte per tutti i gerarchi fascisti (tra cui ovviamente Mussolini, che sarebbe stato catturato e fucilato tre giorni dopo). Il decreto, trasmesso via radio, recitava:
(Decreto del CLNAI, 25 aprile 1945)
Tale risoluzione era però in conflitto con l'articolo 29 dell'armistizio lungo, secondo il quale Mussolini avrebbe dovuto essere consegnato agli Alleati:
Quello stesso giorno, presso l'arcivescovado di Milano, ci fu comunque un tentativo di mediazione richiesto da Mussolini e favorito dal cardinale Ildefonso Schuster. Don Giuseppe Bicchierai, segretario dell'arcivescovo, s'incaricò di contattare il CLNAI; alla riunione con Mussolini (con lui, tra gli altri, Rodolfo Graziani e Carlo Tiengo), nel primo pomeriggio, parteciparono inizialmente Raffaele Cadorna (comandante del Corpo volontari della libertà), Riccardo Lombardi del Partito d'Azione, Giustino Arpesani del Partito Liberale e Achille Marazza della Democrazia Cristiana. Pertini non fu rintracciato in quanto era impegnato in un comizio nella fabbrica insorta della Borletti. Nel colloquio cominciò a palesarsi la possibilità di un accordo: il CLNAI avrebbe accettato la resa, garantendo la vita ai fascisti, considerando Mussolini prigioniero di guerra e quindi consegnandolo agli Alleati. A un certo punto però giunse la notizia che i tedeschi avevano già avviato trattative con gli alleati anglo-americani: Mussolini adirato disse di essere stato tradito dai tedeschi e abbandonò la riunione, con la promessa di comunicare entro un'ora le sue intenzioni.
In quegli istanti giunsero alla spicciolata Sandro Pertini, Leo Valiani ed Emilio Sereni, del comitato militare insurrezionale del CLNAI. Pertini incrociò sulle scale, per la prima e unica volta, Mussolini che scendeva; secondo alcune versioni l'esponente socialista era armato di pistola, cosa smentita poi in più di un'intervista (a Gianni Bisiach nel 1977 e a Enzo Biagi nel 1983). L'equivoco nacque dal fatto che scrisse sull'Avanti!: «lui (Mussolini - N.d.E.) scendeva le scale, io le salivo. Era emaciato, la faccia livida, distrutto». Anni dopo, sulle colonne dello stesso giornale, dichiarò: «Se lo avessi riconosciuto lo avrei abbattuto lì, a colpi di rivoltella». Le versioni raccontate da Pertini nelle interviste, invece, non lasciano spazio a dubbi:
(Intervista di Gianni Bisiach)
(Intervista di Enzo Biagi)
Giunto nella sala dell'arcivescovado, si ebbe tra Pertini (appoggiato da Sereni) e gli altri un veemente scambio di battute: Pertini chiese alla delegazione perché non avessero arrestato subito Mussolini; richiese inoltre che Mussolini, una volta arresosi al CLNAI, fosse consegnato a un Tribunale del popolo e non agli Alleati. Carlo Tiengo, che era rimasto in arcivescovado, a questo punto telefonò a Mussolini comunicandogli le intenzioni dei due delegati del PSIUP e del PCI; ottenuta la risposta comunicò ai delegati e all'arcivescovo il rifiuto di Mussolini ad arrendersi. La sera stessa il capo fascista partì verso il Lago di Como.
Pertini associò sempre in massima parte a quel suo intervento all'arcivescovado la causa del fallimento della trattativa e la conseguente morte del duce. In particolare, nel 1965 scrisse:

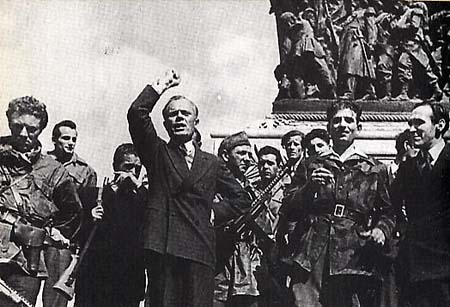
26 aprile 1945. Pertini tiene un affollato comizio nella Milano appena liberata.

Tuttavia, secondo altre fonti, tale evento non avrebbe avuto un'influenza decisiva su una decisione (quella della partenza), di fatto già stabilita da Mussolini.
Il giorno dopo Pertini tenne un affollato comizio in Piazza Duomo.
Poco dopo, a Radio Milano Libera, annunciò la vittoria dell'insurrezione e l'imminente fine della guerra.
Il 27 aprile, fortemente convinto della necessità di condannare a morte il capo del fascismo, arrestato a Dongo il giorno precedente, disse alla radio:
Il 28 aprile Mussolini fu fucilato e il giorno dopo il suo cadavere, insieme a quello della sua compagna Claretta Petacci e a quelli di altri gerarchi del regime sconfitto, fu esposto all'odio della folla a Piazzale Loreto. Pertini commentò: «L'insurrezione si è disonorata».
In seguito, riguardo alle vicende finali della vita del dittatore, scrisse sulle colonne dell'Avanti!:
In ottemperanza al decreto del CLN, ordinò inoltre al partigiano Corrado Bonfantini, comandante della Brigata Matteotti, la fucilazione del maresciallo Rodolfo Graziani. Il 28 aprile Bonfantini arrestò il generale fascista e si adoperò invece per salvargli la vita; il giorno dopo Graziani si consegnò agli Alleati.

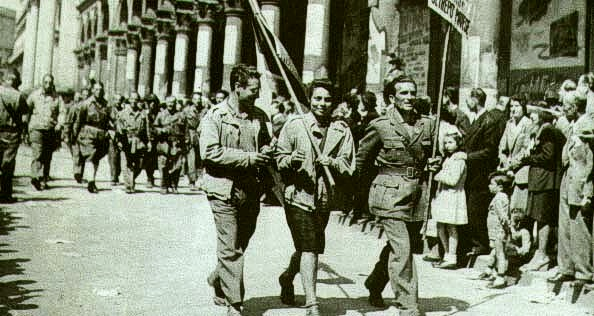
Partigiani sfilano per le strade di Milano

Gli ultimi scontri nella città si sarebbero conclusi solo il 30 aprile. Per le sue attività durante la Resistenza, e in particolare per la sua partecipazione alla difesa di Roma e alle insurrezioni di Firenze e di Milano, Pertini verrà insignito della medaglia d'oro al valor militare.
Secondo Pertini, le emozioni provate durante la Liberazione di Milano furono un'esperienza che confermarono la sua idea della «capacità del popolo italiano di compiere le più grandi cose qualora fosse animato dal soffio della libertà e del socialismo». Tuttavia, come spesso egli ricordava malinconicamente, mentre il 26 aprile partecipava alla festa per l'avvenuta liberazione, suo fratello minore Eugenio veniva assassinato nel campo di concentramento di Flossenbürg.
Il partigiano Giuseppe Marozin, detto "Vero", imputato del duplice omicidio degli attori fascisti Osvaldo Valenti e Luisa Ferida, avvenuta il 30 aprile in via Poliziano a Milano, si è difeso scrivendo nelle sue memorie che sarebbe stato Pertini ad ordinare la fucilazione dei due famosi attori cinematografici. I due avevano aderito alla Repubblica Sociale Italiana; Valenti era un ufficiale della famigerata Xª Flottiglia MAS, ed entrambi erano accusati di aver partecipato alle azioni del gruppo di torturatori conosciuto come "Banda Koch".

 Non ci sono tuttavia altre fonti che confermino il coinvolgimento di Pertini nella decisione di uccidere i due attori, inoltre manca un ordine scritto (riscontrato invece nel caso dell'uccisione di Mussolini, seppur emesso a esecuzione avvenuta).

### Dopoguerra
Il 2 agosto del 1945 Pertini divenne segretario del PSIUP, a seguito della dimissioni dalla carica di Pietro Nenni, divenuto vicepresidente del Consiglio dei ministri nel governo Parri. Mantenne l'incarico fino al 18 dicembre dello stesso anno, quando fu sostituito da Rodolfo Morandi.

#### Pertini al XXIV Congresso del PSI a Firenze

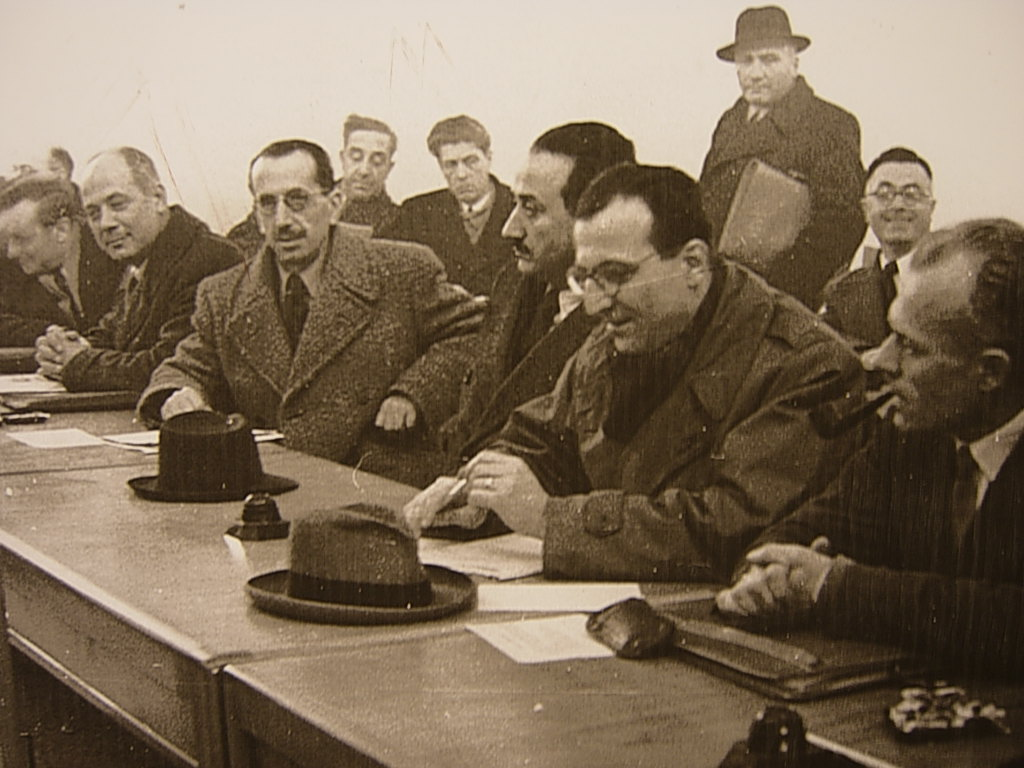
Ignazio Silone, Ivan Matteo Lombardo e Pertini al XXIV Congresso del PSI (PSIUP) di Firenze del 1946

Al XXIV congresso socialista, il primo del PSIUP e del dopoguerra, che si svolse al teatro comunale di Firenze, tra l'11 e il 17 aprile del 1946, Pertini si trovò a presentare una mozione assieme a Ignazio Silone in difesa dell'autonomia e dell'indipendenza del partito dai comunisti.
La contrapposizione fu con la maggioranza del PSIUP che faceva capo a Basso e Morandi con la copertura di Nenni, i quali, pur accantonata la prospettiva della "fusione" del PSIUP con il PCI (per sanare la divisione del movimento operaio determinata dalla "scissione di Livorno"), sostenevano la necessità dell'azione comune di socialisti e comunisti in vista dell'instaurazione di una società socialista in Italia.
La mozione di Pertini e Silone trovò l'adesione anche dei giovani raccolti attorno alla rivista Iniziativa socialista, che contestavano i governi ciellenisti e sognavano una rivoluzione libertaria e non leninista.
Gli autonomisti più intransigenti erano raccolti nella mozione di Critica sociale: Saragat, Faravelli, Modigliani, D'Aragona, Simonini.
Il confronto, anzi lo scontro congressuale, non fu più sul tema dell'attualità o meno della fusione, ma sul modello di socialismo. Saragat, nel suo intervento, richiamò il fatto che «lo sviluppo di un socialismo autocratico e autoritario (era) uno dei problemi attuali» e gli contrapponeva il suo socialismo democratico. Basso parlò di un profondo dissenso «tra lo spirito classista e lo spirito liberalsocialista».
Alla fine il congresso diede un esito clamoroso. Le mozioni di Pertini, Silone e di Critica sociale raggiunsero il 51 per cento, quella cosiddetta di Base, cioè di Basso e Morandi, solo il 49. La Direzione venne composta per metà da membri della mozione di Base e per metà da esponenti delle altre due. Nenni, ex segretario, fu eletto alla presidenza del PSIUP e segretario del partito venne eletto Ivan Matteo Lombardo, un esponente abbastanza conosciuto (ma non certo un leader), e non Pertini, come ci si attendeva.

#### Matrimonio con Carla Voltolina

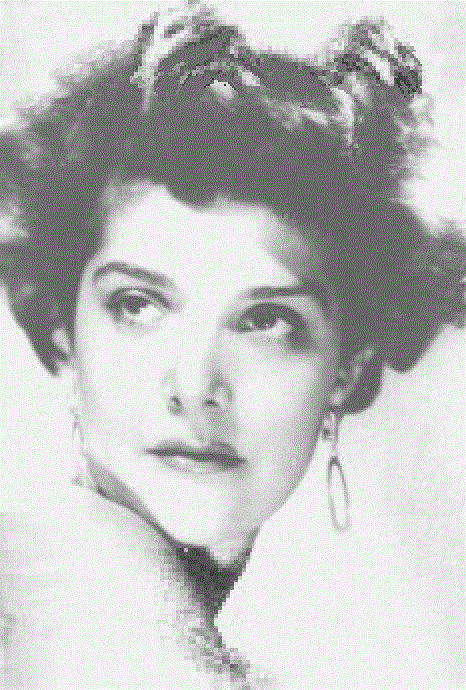
Carla Voltolina

Pochi giorni dopo la conclusione della battaglia referendaria per l'instaurazione della Repubblica (2 giugno 1946), l'8 dello stesso mese Pertini sposò la giornalista e staffetta partigiana Carla Voltolina, conosciuta pochi mesi prima a Torino, dopo il suo attraversamento del massiccio del Monte Bianco per rientrare a Milano.

#### Direzione dell'Avanti!

Pertini nella direzione dell'Avanti! nel 1945

Dall'agosto 1946 al gennaio 1947 e dal maggio 1949 all'agosto 1951 fu direttore del quotidiano socialista Avanti!. Dall'aprile del 1947 al giugno del 1968 fu anche direttore del quotidiano genovese Il Lavoro.
In una pagina del sito web della Fondazione "Sandro Pertini" è ricordato che, all'Avanti!, «il Direttore Sandro Pertini, negli anni che vanno dal 1952 al 1954, dormiva nella segreteria di redazione che era stata trasformata in camera, dove aveva una rete metallica con quattro piedi di ferro aggiunti per alzarla, un materasso fatto di ritagli di stoffa e un lavabo in ferro battuto con una caraffa.»
Tuttavia, in nessuna fonte storica e documentale di provata attendibilità sulla vita del leader socialista ligure è rimasta traccia di tale direzione dell'Avanti dal 1952 al 1954, oltre alle due, assolutamente certe, dall'agosto 1946 al gennaio 1947, e dal maggio 1949 all'agosto 1951.
Al contrario, in Avanti! Un giornale, un'epoca di Ugo Intini, ex-direttore del quotidiano socialista, risulta che il direttore dell'Avanti nel periodo 1952-1954 sia stato l'on. Tullio Vecchietti.
L'episodio riferito nel sito web della Fondazione "Sandro Pertini" è probabilmente riconducibile al periodo agosto 1946-gennaio 1947, quando, a causa delle distruzioni belliche, era difficile trovare a Roma un alloggio in centro a prezzi abbordabili.

#### Partecipazione all'Assemblea Costituente
Nelle elezioni politiche del 2 giugno 1946 fu eletto deputato nella lista socialista per l'Assemblea Costituente, nella quale intervenne nella stesura degli articoli del Titolo I, sui rapporti civili.
Appoggiò inoltre il lavoro delle commissioni di epurazione e fu subito decisamente avverso all'attuazione dell'amnistia voluta da Togliatti nei confronti dei reati politici commessi dai responsabili dei crimini fascisti.
In tal senso, durante i lavori dell'Assemblea, intervenne il 22 luglio 1946 con un'interrogazione parlamentare nei confronti del ministro di Grazia e Giustizia Fausto Gullo (comunista), che verteva sulle motivazioni dell'interpretazione largheggiante del provvedimento di amnistia, sull'inadempimento del governo De Gasperi nell'applicare il decreto di reintegro dei lavoratori antifascisti allontanati dal lavoro per motivi politici durante il regime, sull'emanazione di provvedimenti atti a difendere la Repubblica contro i suoi nemici. Il suo intervento si concluse con alcune parole molto dure nei confronti del provvedimento e della sua applicazione da parte della magistratura e del governo:
Il leader comunista Togliatti si sentì in dovere di intervenire subito dopo Pertini per difendere la bontà del provvedimento da lui varato quand'era stato Ministro di Grazia e Giustizia nel precedente governo Parri. Pur dichiarando di associarsi allo sdegno di Pertini per come l'amnistia era stata applicata in taluni casi, ricordò che il provvedimento di clemenza era stato approvato da tutti i partiti e minimizzò il numero delle scarcerazioni a fronte delle procedure pendenti.
L'azione politica di Pertini in quel periodo mirava anche al raggiungimento delle riforme sociali necessarie al recupero del paese, devastato sia dall'esperienza fascista, sia dalle tragedie della guerra, ma soprattutto al tentativo di eliminare radicalmente qualsiasi possibile rigurgito del regime mussoliniano.

#### Impegno per evitare la "scissione di palazzo Barberini"

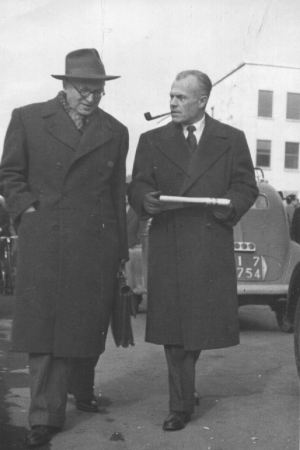
Pertini con il collega di partito Pietro Nenni nel 1947

Durante il XXV Congresso del Partito Socialista Italiano di Unità Proletaria, convocato in via straordinaria a Roma nella "città universitaria" tra il 9 e il 13 gennaio 1947, Pertini cercò di evitare la scissione dell'ala democratico-riformista di Giuseppe Saragat.
Il congresso, voluto fortemente da Nenni per analizzare la situazione di attrito tra le componenti di maggioranza e minoranza con l'obiettivo di riunire le diverse posizioni, fallì il suo scopo primario, nonostante gli sforzi di mediazione di Pertini.
Per giorni egli si pose al centro delle dispute nel tentativo di mediare tra le due correnti, ma, nonostante i suoi sforzi, «la forza delle cose», come la definì Nenni, portò alla scissione socialdemocratica, meglio nota come "scissione di palazzo Barberini", da cui nacque il Partito Socialista dei Lavoratori Italiani - PSLI (poi dal 1951 PSDI).
«Pertini non si rassegnò e decise di gettarsi a capofitto, com'era nella sua indole, nella baraonda congressuale recandosi personalmente a Palazzo Barberini per un disperato estremo tentativo. Quando arrivò venne accolto da un grido di vittoria, "Sandro, Sandro", coi delegati scissionisti tutti in piedi, convinti che anche Pertini si fosse unito a loro. Ma quando egli volle manifestare il suo proposito unitario, Saragat gli rispose ringraziandolo, ma dichiarando che ormai la scissione era stata consumata».

#### Pertini e il "caso Basile"
Sempre attento a contrastare ogni possibile "colpo di spugna" sul recente passato del regime fascista e la rinascita, sotto diverse forme, delle concezioni autoritarie mussoliniane, Pertini fu uno dei protagonisti della polemica politica sul cosiddetto "caso Basile".
Carlo Emanuele Basile era stato Capo della Provincia di Genova sotto la Repubblica Sociale Italiana dal 28 ottobre 1943 al 26 giugno 1944. Nel capoluogo ligure erano presenti importanti realtà industriali (Ansaldo, Siac, Cantieri Navali, San Giorgio, Piaggio) i cui operai si impegnarono in una serie di scioperi e sabotaggi per bloccare la produzione di materiale bellico e impedire il trasferimento degli impianti in Germania.
Poiché gli scioperi si susseguivano, il 1º marzo Basile ordinò l'affissione di un manifesto in cui minacciava, in caso di nuovo sciopero, la deportazione di un certo numero di operai, estratti a sorte, nei campi di concentramento "dell'estremo Nord".
Il 16 giugno, dopo ulteriori scioperi e la serrata delle fabbriche disposta da Basile, i militari tedeschi irruppero in quattro fabbriche genovesi (la Siac, i Cantieri Navali, la San Giorgio e la Piaggio) prelevando quasi 1500 operai, che furono deportati in Germania e destinati a lavorare nelle fabbriche tedesche.
Due giorni dopo, il 18 giugno, uscirono sulla stampa cittadina due comunicati, uno del comando tedesco, l'altro di Basile che non voleva perdere l'occasione di rivendicare i suoi "meriti": «Vi avevo messo sull'avvertita… Non avete voluto ascoltarmi… Oggi più di uno di voi si pente amarissimamente di essersi lasciato sedurre ed illudere… Intanto quei pendagli da forca che si gabellano per comunisti, si appostano all'angolo dei carruggi o all'uscita di un rifugio al cessato allarme, per colpire alla schiena uno dei nostri, borghese o militare… Meditate bene quanto sto per dire: la pazienza ha un limite…».
Rimosso dall'incarico, Basile fu poi nominato Sottosegretario per l'Esercito dal 26 giugno 1944 a fine guerra, quando fu catturato dai partigiani a Sesto San Giovanni mentre cercava di raggiungere Mussolini a Milano, trasportando con sé una valigia contenente trenta milioni in valuta estera e oro provenienti dalla segreteria particolare del duce, che dovevano servire a favorire l'eventuale fuga di Mussolini e di altri gerarchi fascisti all'estero. Alla radio fu data notizia della sua cattura e fucilazione, ma, processato dai "tribunali del popolo" e portato per due volte di fronte al plotone di esecuzione, alla fine fu risparmiato in quanto (secondo la testimonianza resa in processo da chi lo fece prigioniero) si credeva potesse fare importanti rivelazioni. L'ordine di fucilarlo immediatamente era stato dato da Pertini, quale membro dell'esecutivo del Comitato di Liberazione per l'Alta Italia, ma l'ordine fu disatteso.
Basile venne poi prelevato dagli alleati, tratto in carcere e posto sotto processo per il reato di collaborazione con il tedesco invasore, in particolare per aver prestato «aiuto ed assistenza come capo della provincia di Genova prima e come sottosegretario alla Guerra poi». Nei capi d'imputazione veniva contestato soprattutto il suo operato a Genova, città in cui si era reso responsabile della deportazione di circa 1400 operai in Germania, come provato, tra l'altro, dai diversi manifesti in cui egli minacciava l'adozione di duri provvedimenti nei confronti degli operai in caso di sciopero. Inoltre Basile era accusato della morte di undici detenuti politici nel carcere di Marassi, che erano stati condannati a morte e fucilati al Forte San Martino con sentenze del Tribunale Militare Speciale di Genova, da lui convocato tre volte per rappresaglia ad altrettanti attentati compiuti dai gappisti.
L'iter del processo fu molto tortuoso e condizionato dalla promulgazione dell'amnistia Togliatti: inizialmente, nel 1945, Basile fu condannato a 20 anni dalla Corte di Assise straordinaria di Milano, ma la sentenza fu annullata dalla Corte di cassazione. L'anno successivo la Corte di Pavia lo condannò a morte, ma anche questa volta la sentenza fu annullata dalla Cassazione. Il processo andò quindi alla Corte di Assise speciale di Venezia, da cui fu trasferito, per legitima suspicione, a quella di Napoli, che il 29 agosto 1947, su proposta del Procuratore Generale dott. Siravo, assolse Basile in quanto il reato di collaborazionismo a lui contestato si era estinto per amnistia e ne ordinò la scarcerazione.
L'assoluzione determinò grandi proteste soprattutto a Genova, dove fu proclamato lo sciopero generale dalle 10 alle 24 e nella provincia di Milano. La CGIL, con un comunicato, approvò le manifestazioni di protesta.
Il 19 novembre 1947 fu presentata un'interrogazione parlamentare al Ministro della Giustizia dai socialisti Gaetano Barbareschi, Vannuccio Faralli e Sandro Pertini nella quale si chiedeva quali provvedimenti si intendessero adottare contro il Procuratore Generale di Napoli Siravo, il quale, a detta dei tre esponenti socialisti, nella requisitoria del processo Basile aveva dichiarato che le leggi eccezionali contro i fascisti erano una "mostruosità" e aveva sostenuto che la magistratura del nord, nel giudicare i fascisti, aveva compiuto non opera di giustizia ma di vendetta, in quanto aveva subito interferenze estranee. Il Ministro di giustizia Giuseppe Grassi (liberale) rispose che Siravo era un ottimo magistrato e che nel verbale della requisitoria non vi era alcun riferimento alle affermazioni attribuitegli sulle leggi contro i fascisti. Invece riguardo ai processi svoltisi al nord, il ministro rispose che Siravo faceva riferimento agli episodi di violenza che accaddero tra il pubblico e che quindi egli aveva solo fatto un apprezzamento sul clima nel quale si svolsero tali processi. Allora Faralli gridò più volte che Siravo era un fascista perché aveva fatto assolvere Basile, ma il deputato democristiano Giovanni Leone, avvocato napoletano, rispose che Siravo era il più indipendente magistrato di Napoli. Pertini riprese la parola ribadendo che Basile era stato un collaborazionista, che aveva fatto eseguire rastrellamenti di operai a Genova e che era stato uno strumento cosciente nelle mani dei nazisti; espresse quindi la sua preoccupazione per le decisioni prese dalla magistratura e proseguì affermando che ciò che meritava Basile era il plotone di esecuzione e che il problema non sarebbe esistito se i suoi compagni partigiani avessero eseguito il suo ordine di fucilarlo subito, invece di farlo cadere in mano agli alleati. Pertini riferì altre frasi, riportate dalla stampa, che sarebbero state pronunciate nella requisitoria dal PG Siravo (Basile «non era collaborazionista e se lo fosse stato, forse avrebbe avuto ragione, se si pensi come i liberatori sono stati ingrati verso il popolo italiano», «Basile, oggi imputato, potrebbe domani essere portato sugli scudi!»), corroborate da quanti, avvocati e parti civili presenti in aula, egli aveva personalmente intervistato. Il deputato napoletano democratico nazionale Amerigo Crispo rispose che nessuna delle frasi citate si trovava in quella forma nel testo stenografato della requisitoria.
Nell'occasione Pertini dichiarò:

#### Opposizione al "Fronte Popolare"

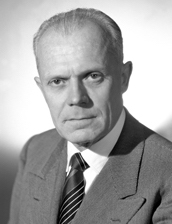
Sandro Pertini nel 1948

Nonostante fosse fautore dell'unità del movimento dei lavoratori e dell'"unità d'azione" con il Partito Comunista Italiano, Pertini era anche un fervido sostenitore dell'autonomia socialista nei confronti del PCI. In tal senso si oppose, in seno al Partito Socialista Italiano (tornato alla sua storica denominazione dopo la scissione di Palazzo Barberini), alla presentazione di liste unitarie con il PCI nel Fronte Democratico Popolare per le elezioni del 1948. Al XXVI Congresso di Roma del 19-22 gennaio 1948 la sua mozione contraria al Fronte fu tuttavia minoritaria: prevalse la linea di Nenni e Pertini si adeguò alla decisione della maggioranza.
Pertini rientrò nella direzione nazionale del partito con il XXVIII Congresso di Firenze del maggio 1949, divenendo anche, a partire dal 1955, di nuovo vicesegretario. Sarebbe rimasto nella direzione fino al 1957, quando, al XXXII Congresso di Venezia, anche in seguito alla invasione sovietica dell'Ungheria, con la sua opposizione, venne interrotta la collaborazione con il PCI.

#### Voto contro la NATO, commemorazione di Stalin e giudizio sulla Rivoluzione ungherese del 1956
Nella I legislatura fu uno dei 107 senatori di diritto della Repubblica nominati in ossequio alla 3ª disposizione transitoria e finale della Costituzione. Divenne presidente del gruppo parlamentare socialista al Senato.
Il 27 marzo 1949, durante la 583ª seduta del Senato, Pertini dichiarò il voto contrario del suo partito all'adesione dell'Italia al Patto Atlantico, perché inteso come uno strumento di guerra e in funzione antisovietica nell'intento di dividere l'Europa e di scavare un solco sempre più profondo per separare il continente europeo, e sottolineò come il Patto Atlantico avrebbe influenzato la politica interna italiana, con conseguenze negative per la classe operaia.
In quella seduta difese anche la pregiudiziale pacifista del gruppo socialista, esprimendo la solidarietà nei confronti dei compagni comunisti – veri obiettivi, a suo dire, del Patto Atlantico –, concludendo con le seguenti parole:
Nel 1953, alla morte di Stalin, il suo intervento, in qualità di presidente del gruppo senatoriale socialista, celebrò il capo dell'URSS:
Per questo elogio, avvenuto prima della divulgazione del rapporto Kruscev con cui furono denunciati i crimini di Stalin, Pertini venne molto criticato, ad esempio da Indro Montanelli e da Marcello Veneziani; in un articolo della Fondazione Pertini si precisa che «egli nel 1953 ricordava lo Stalin difensore di Stalingrado e co-liberatore dell'Europa dalla barbarie nazista; lo Stalin al quale strinsero la mano Winston Churchill e Franklin Roosevelt» e che «Sandro Pertini ha lottato contro ogni forma di totalitarismo per la realizzazione piena di sistemi democratici fondati sulla libertà e sulla giustizia sociale» con «molte prese di posizione che Sandro Pertini assunse di petto, come era solito fare, anche contro il regime sovietico».
Nel novembre 1956 Pertini fu tra quei socialisti italiani che giudicarono molto duramente la Rivoluzione ungherese, vista come una palese reazione e un tentativo controrivoluzionario di ritorno al passato presocialista, in chiaro contrasto con le corrispondenze del giornale del partito, il cui inviato a Budapest Luigi Fossati, rendeva equilibrate eppur preoccupate descrizioni di quei drammatici giorni. Prima ancora del secondo e decisivo intervento sovietico del 4 novembre 1956 egli così scrisse in un articolo ripreso da l'Unità, quotidiano del PCI, il 3 novembre:
«Ma al di sopra di queste responsabilità della nostra critica, ecco avanzare in Ungheria lo spettro della reazione. Forze politiche si vanno ricostituendo sotto l'egida del clericalismo conservatore con l'intento di tornare al passato, annullando ogni riforma. Non si vuole, dunque, avviare il socialismo sulla strada della democrazia e delle libertà [...] ma si vuole farlo crollare nell'abisso della reazione spietata. Così i corrispondenti da Budapest ci fanno sapere che la caccia all'uomo è in corso e che i comunisti sono torturati, trucidati, impiccati. Se tacessimo, considerando questa bestiale reazione una logica conseguenza delle responsabilità dei dirigenti comunisti da noi tempestivamente denunciate, cesseremmo di essere socialisti, e diverremmo, sia pure inconsapevolmente, complici della reazione che in Ungheria tenta di riaffermare il suo antico potere. Perciò noi oggi siamo spiritualmente al fianco dei compagni comunisti ungheresi vittime della bestiale reazione».

#### Impegno contro la "legge truffa"
Sempre nel 1953, fu tra i più strenui oppositori della cosiddetta "legge truffa", pronunciando un duro intervento in Senato contro l'approvazione del provvedimento nella seduta del 10 marzo.

#### Passaggio dal Senato alla Camera dei deputati
Fu successivamente eletto nella lista del PSI alla Camera dei deputati nel 1953, e poi ancora nel 1958, 1963, 1968, 1972 e nel 1976, nel collegio Genova-Imperia-La Spezia-Savona, per divenire presidente prima della commissione parlamentare per gli Affari interni e poi di quella degli Affari costituzionali, e nel 1963 vicepresidente della Camera.

#### Processo contro gli assassini mafiosi del sindacalista socialista Salvatore Carnevale

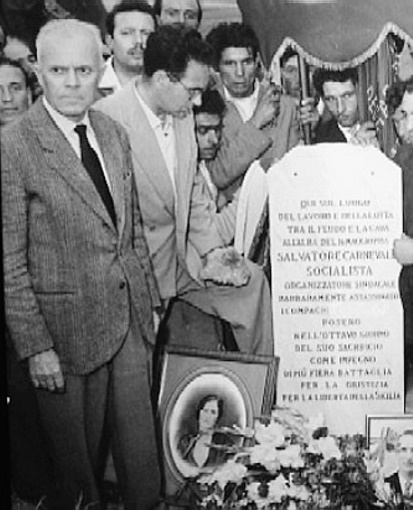
Sandro Pertini a Sciara nel 1955 in occasione dell'erezione della lapide in memoria di Salvatore Carnevale otto giorni dopo i funerali del sindacalista socialista assassinato dalla mafia

Negli anni cinquanta, Pertini, assieme agli avvocati socialisti Nino Taormina e Nino Sorgi (che molte volte difese il quotidiano L'Ora da querele di politici collusi con la mafia), rappresentò la parte civile Francesca Serio, madre del sindacalista socialista Salvatore Carnevale, assassinato dalla mafia il 16 maggio 1955 a Sciara, perché impegnato nelle lotte contadine contro il latifondismo e per la redistribuzione delle terre.
La madre di Salvatore fu la prima donna nella Sicilia degli anni 1950, con il supporto del PSI nazionale e di una grande campagna di stampa del quotidiano socialista Avanti!, a rompere l'omertà mafiosa, denunciando formalmente al procuratore della Repubblica di Palermo gli assassini del figlio, con nomi e cognomi: quattro mafiosi di Sciara dipendenti della principessa Notarbartolo, la proprietaria del feudo dal quale Carnevale era riuscito a far scorporare una piccola porzione di terre incolte da far assegnare ai contadini in base alla legge: l'amministratore del feudo Giorgio Panzeca, il magazziniere Antonio Mangiafridda, il sorvegliante Luigi Tardibuono e il campiere Giovanni Di Bella.
Le indagini sull'omicidio e sui quattro nominativi denunciati dalla madre di Carnevale furono svolte dal procuratore della Repubblica di Palermo Pietro Scaglione (poi caduto anch'egli vittima della mafia): i quattro accusati furono fermati e tradotti in carcere poiché gli alibi non ressero alle verifiche e un testimone si lasciò scappare di aver visto Tardibuono sul luogo del delitto. 
Sulla base di queste indagini, si aprì un lungo iter giudiziario tra assoluzioni e condanne in vari tribunali italiani, in quanto i difensori degli imputati, asserendo il grande clamore mediatico esistente sul caso a Palermo, sede naturale del processo, ottennero che lo stesso venisse trasferito, per legitima suspicione, alla Corte d'assise presso il Tribunale di Santa Maria Capua Vetere. Qui il processo di primo grado iniziò il 18 marzo 1960 e si concluse il 21 dicembre 1961 con la condanna all'ergastolo di tutti e quattro gli imputati, accogliendo la ricostruzione del delitto fatta da Scaglione, Pertini, Sorgi e Taormina.
Al collegio di parte civile si contrappose un altro futuro presidente della Repubblica, il democristiano Giovanni Leone, difensore degli imputati.
Francesca, che si era costituita parte civile con i suoi avvocati Pertini, Sorgi e Taormina e aveva assistito a tutte le udienze del processo come muta accusatrice degli assassini del figlio, si dichiarò soddisfatta della sentenza, poiché giustizia era stata fatta non solo per il figlio ma per tutti i caduti sotto i colpi della mafia. Ma al processo d'Appello, svoltosi a Napoli dal 21 febbraio al 14 marzo 1963, e in quello di Cassazione, la sentenza fu ribaltata, assolvendo tutti gli imputati per insufficienza di prove.
Francesca dichiarò che quella sentenza uccise il figlio una seconda volta.

#### Protesta contro il congresso neo-fascista a Genova

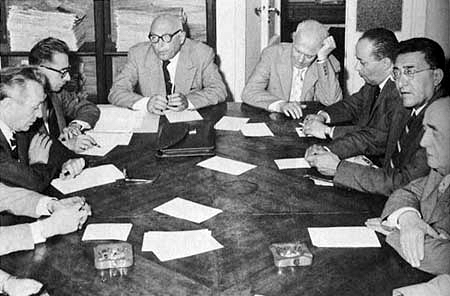
1960, Direzione PSI: da sinistra Achille Corona, Giovanni Pieraccini, Pietro Nenni, Sandro Pertini, Giacomo Brodolini, Riccardo Lombardi e Alberto Jacometti

Pertini fu tra i politici che protestarono pubblicamente riguardo alla possibilità che si tenesse nella città di Genova, nella sua Liguria, il congresso del Movimento Sociale Italiano, con un celebre comizio tenuto nel capoluogo genovese in Piazza della Vittoria il 28 giugno 1960:
Questi valori, che resteranno finché durerà in Italia una Repubblica democratica sono: la libertà, esigenza inalienabile dello spirito umano, senza distinzione di partito, di provenienza, di fede. Poi la giustizia sociale, che completa e rafforza la libertà, l'amore di Patria, che non conosce le follie imperialistiche e le aberrazioni nazionalistiche, quell'amore di Patria che ispira la solidarietà per le Patrie altrui.»
Tre giorni dopo, denunciò alla Camera i soprusi delle forze dell'ordine nei confronti dei manifestanti, sia nel capoluogo ligure, sia in altre città d'Italia.
Il diffondersi della protesta portò pochi giorni dopo ai tragici fatti della strage di Reggio Emilia.
In seguito Pertini scrisse nella presentazione di un libro:
Come esempio del suo attaccamento ai valori della Resistenza e dell'antifascismo, va ricordato un episodio avvenuto poco dopo la strage di Piazza Fontana del 12 dicembre 1969, quando Pertini, divenuto nel frattempo presidente della Camera dei deputati, si recò a Milano in visita ufficiale e si rifiutò di incontrare l'allora questore del capoluogo lombardo Marcello Guida, che egli ben conosceva essendo stato questi, durante il regime fascista, direttore del confino di Ventotene in cui Pertini aveva trascorso parte dei suoi periodi di detenzione sotto il fascismo; fu un gesto che ruppe il protocollo e che ebbe un forte rilievo mediatico. Pochi anni dopo, lo stesso Pertini, intervistato da Oriana Fallaci, aggiunse che a determinare quel gesto non fu estraneo il fatto che su Guida «gravava l'ombra della morte» dell'anarchico Giuseppe Pinelli, avvenuta appunto quando Guida era questore di Milano.

#### Posizione critica sul centro-sinistra

Pertini nel 1962

Politicamente fu tra coloro che non sostennero il centro-sinistra perché attraverso quell'accordo si sarebbero discriminati i comunisti, mettendo fine alla collaborazione tra i due principali partiti della sinistra. Infatti, dopo la nascita della Repubblica, lavorò sempre per unire le sinistre, cioè socialisti, socialdemocratici, repubblicani e comunisti, in un solo partito.
In questa chiave dell'unità fra i partiti della sinistra ricostruì (retrospettivamente, in una celebre intervista a Gianni Bisiach) le vicende del negoziato all'Arcivescovado di Milano che il CLNAI aveva tenuto con il cardinale Schuster per la resa di Mussolini, prima del 25 aprile 1945: a suo dire egli si oppose al negoziato con l'argomento formale che il PCI di Longo non era stato invitato ai colloqui.

Sandro Pertini e Riccardo Lombardi

Pertini, peraltro, non costituì mai nel PSI una propria corrente e vantava rapporti travagliati (quando non pessimi) con quasi tutti gli esponenti socialisti (disse di lui il compagno di partito Riccardo Lombardi: «cuore di leone, cervello di gallina».

#### Elezione a presidente della Camera

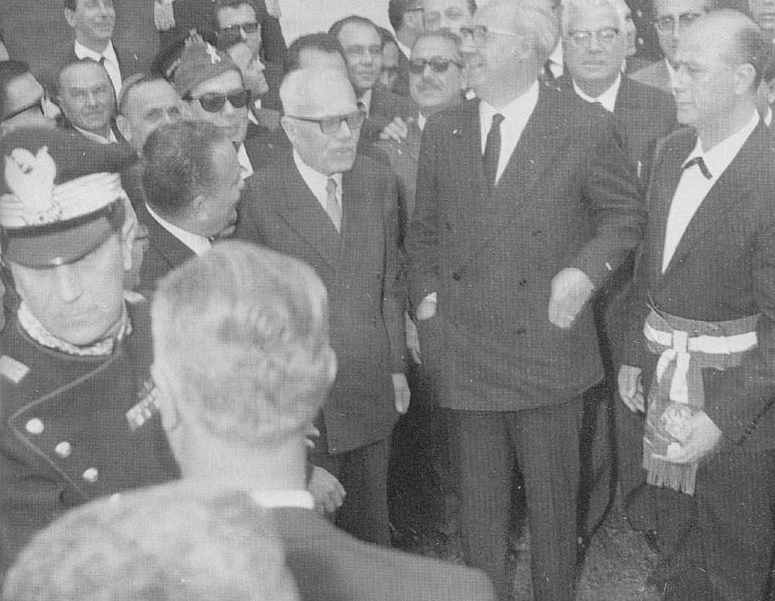
Sandro Pertini, Giuseppe Saragat e il sindaco di Crotone Salvatore Regalino durante la cerimonia di inaugurazione del monumento ai fratelli Bandiera avvenuta nella città calabrese il 21 aprile 1966

Dal 1963 al 1968, durante la IV legislatura, svolse il mandato di vicepresidente della Camera.
Nella V e VI legislatura, ricoprì l'incarico di presidente della Camera dei deputati, risultando il primo uomo politico non democristiano e di sinistra a ricoprire tale incarico.
Nel 1968, da poco eletto presidente della Camera, polemizzò con l'ambasciatore dell'URSS in Italia per l'invasione sovietica in Cecoslovacchia: «Sapesse che diverbio ho avuto con l'ambasciatore sovietico pei fatti di Praga! Voi ristabilite l'ordine coi carri armati, gli ho detto, proprio alla maniera dei fascisti che lo ristabilivano con le baionette. Voi volete l'ordine che c'è nelle galere, nei cimiteri! Ci siamo lasciati male. Così male che non è più venuto da me e io non sono più andato da lui».
Durante l'elezione del Capo dello Stato del 1971, che si protraeva per molti scrutini senza alcun esito, da presidente del Parlamento in seduta comune vietò il controllo del voto imposto dai notabili democristiani, che pretendevano che i singoli parlamentari DC mostrassero la scheda bianca prima del suo deposito nell'urna: l'iniziativa, a salvaguardia della segretezza del voto, nell'immediato determinò una sollecitazione decisiva per lo scioglimento dei nodi politici che produssero l'elezione di Giovanni Leone, ma a lungo termine gli guadagnò la stima dell'opinione pubblica come presidente d'Assemblea che svolgeva il suo compito in modo non notarile.

Il 10 marzo 1974, la Domenica del Corriere pubblicò un'intervista concessa da Pertini a Nantas Salvalaggio. In risposta a chi lo accusava di essere un po' squilibrato, Pertini rispondeva: 
Nel corso del suo mandato di presidente della Camera vennero votati dall'aula di Montecitorio numerosi importanti provvedimenti: oltre allo Statuto dei Lavoratori e alla legge sul divorzio, varati entrambi nel 1970, il 18 febbraio 1971 vi fu l'approvazione dei nuovi Regolamenti parlamentari, di cui era stato uno dei principali promotori.

#### Intransigenza contro i brigatisti nel "caso Moro"
Nella primavera del 1978, durante il sequestro Moro, Pertini, a differenza della maggioranza del Partito socialista che, a cominciare dal segretario Bettino Craxi, mise in campo proposte per una "soluzione umanitaria" per ottenere la liberazione del leader democristiano, fu un sostenitore intransigente della cosiddetta «linea della fermezza» nei confronti dei sequestratori di Moro, ovvero fu per il rifiuto totale di qualsiasi ipotesi di trattativa con le Brigate Rosse. Secondo Antonio Mennini e Francesco Cossiga, nei giorni in cui circolarono le lettere di Aldo Moro, che avevano lo scopo di aprire una trattativa, Pertini avrebbe commentato dicendo: "si vede che Moro non ha mai fatto la resistenza".

### Presidenza della Repubblica

#### Elezione e discorso d'insediamento

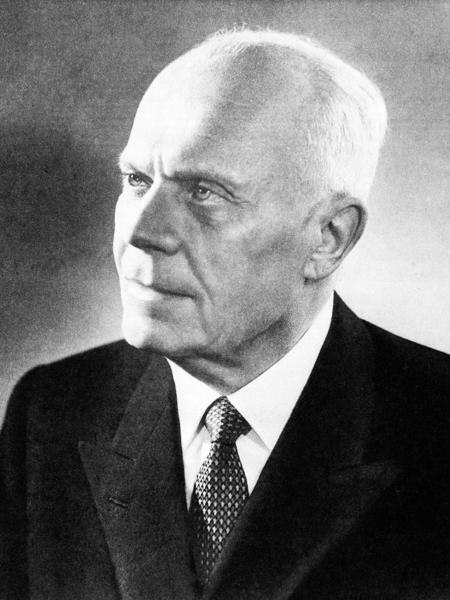
Ritratto ufficiale del presidente della Repubblica Sandro Pertini

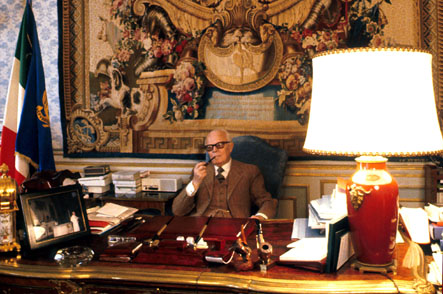
Il presidente della Repubblica Sandro Pertini al Quirinale

Le votazioni per l'elezione del settimo presidente della Repubblica iniziarono il 29 giugno 1978 a seguito delle dimissioni del presidente in carica, il democristiano Giovanni Leone, annunciate agli italiani il 15 giugno attraverso un messaggio televisivo.
Nei primi tre scrutini la DC optò per la candidatura di Guido Gonella e il PCI votò in modo pressoché unanime il proprio candidato, Giorgio Amendola, mentre l'ala parlamentare socialista concentrò i propri voti su Pietro Nenni. Fino al 13º scrutinio il PCI mantenne la candidatura di Amendola senza trovare consensi; a partire dal quarto scrutinio, democristiani, socialisti, socialdemocratici e repubblicani decisero di astenersi.
Il 2 luglio il segretario del PSI Bettino Craxi propose la candidatura ufficiale di Pertini per la più alta carica dello Stato, in quanto:

Pertini, dal canto suo, non intendendo essere il candidato delle sole forze di sinistra, inviò una lettera a Craxi con la quale sottolineava che la sua candidatura doveva essere intesa come 
La proposta del segretario socialista era chiara ed era rivolta in primo luogo alla DC, in quanto: «Dopo Leone, la DC deve passare la mano almeno per i sette anni di presidenza e noi poniamo la candidatura di un socialista al Quirinale».
I democristiani risposero di indicare un nome del partito di maggioranza relativa.
Il 3 luglio i repubblicani candidarono Ugo La Malfa, senza successo. Il 3 luglio Craxi tornò alla carica con la DC per un presidente socialista, indicando altri due nomi: Antonio Giolitti e Giuliano Vassalli.

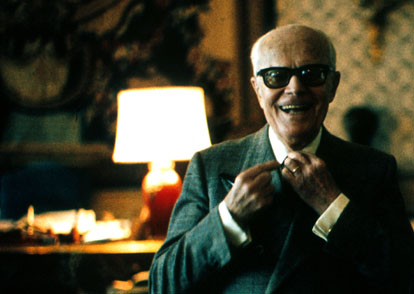
Sandro Pertini al Quirinale

Solo dopo quindici scrutini andati a vuoto, di cui dodici con la maggioranza dei parlamentari che si astennero o votarono scheda bianca, la pressione dell'opinione pubblica spinse il segretario della DC Benigno Zaccagnini ad accettare la candidatura di Pertini. Sul suo nome si accodarono anche gli altri partiti del cosiddetto "fronte costituzionale" (PCI-PSDI-PRI e PLI) e Pertini risultò eletto l'8 luglio 1978, al 16º scrutinio, con 832 voti su 995, corrispondenti all'82,3%, la più larga maggioranza della storia repubblicana.
Il giorno prima, venerdì 7 luglio, Pertini aveva acquistato un biglietto aereo per recarsi in Francia, dove si trovava la moglie, con la quale intendeva trascorrere il fine settimana in quanto riteneva che la questione dell'elezione presidenziale non lo riguardasse più.
Il presidente neoeletto prestò giuramento il 9 luglio successivo. Dopo aver giurato, nel suo discorso d'insediamento Pertini ricordò come "luminosi esempi" per la sua formazione politica i nomi di Giacomo Matteotti, di Giovanni Amendola, di Piero Gobetti, di Carlo Rosselli, di don Giovanni Minzoni e di Antonio Gramsci, suo indimenticabile compagno di carcere.
Sottolineò quindi la necessità di porre fine alle violenze del terrorismo ricordando, tra l'altro, la tragica scomparsa di Aldo Moro.
Nel suo primo discorso da Presidente della Repubblica Pertini volle ricordare anche il valore del lavoro. "Bisogna sia assicurato il lavoro ad ogni cittadino. La disoccupazione - disse Pertini in quella occasione - è un male tremendo che porta anche alla disperazione. Questo, chi vi parla, può dire per personale esperienza acquisita quando in esilio ha dovuto fare l'operaio per vivere onestamente. La disoccupazione giovanile deve soprattutto preoccuparci, se non vogliamo che migliaia di giovani, privi di lavoro, diventino degli emarginati nella società, vadano alla deriva e, disperati, si facciano strumenti dei violenti o diventino succubi di corruttori senza scrupoli".

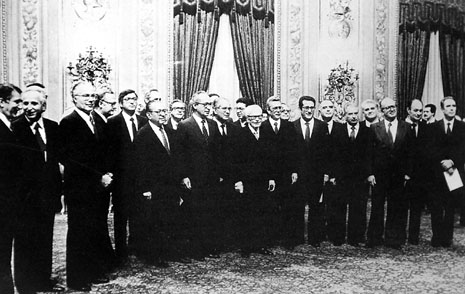
Sandro Pertini con il governo presieduto da Arnaldo Forlani

La sua elezione apparve subito un importante segno di cambiamento nella scena politica italiana, grazie al carisma e alla fiducia che esprimeva la sua figura di eroico combattente antifascista e padre fondatore della Repubblica, in un Paese ancora scosso dalla vicenda del sequestro Moro.

#### Incarichi di governo a esponenti non democristiani
Pertini fu il primo presidente della Repubblica a conferire l'incarico di formare il governo a una personalità non democristiana (l'unico governo post-fascista guidato da un non democristiano, il governo Parri, era stato insediato ancora sotto la monarchia, dal luogotenente generale del regno Umberto II di Savoia).
Nel 1979 diede l'incarico di formare il governo al segretario del PSI Bettino Craxi; l'operazione non ebbe successo ma suscitò grande scalpore negli ambienti politici
e preparò il terreno per il primo governo a guida non democristiana della Repubblica.
Nel 1981, in seguito alla caduta del governo Forlani dopo lo scoppio dello scandalo della loggia massonica segreta P2, Pertini incaricò il repubblicano Giovanni Spadolini, il quale presentò il suo governo il 28 giugno 1981. Fu una sorta di rivoluzione: dal 10 dicembre 1945, data di giuramento del primo governo De Gasperi, la presidenza del Consiglio era stata sempre affidata a esponenti della DC, ininterrottamente per più di 35 anni.

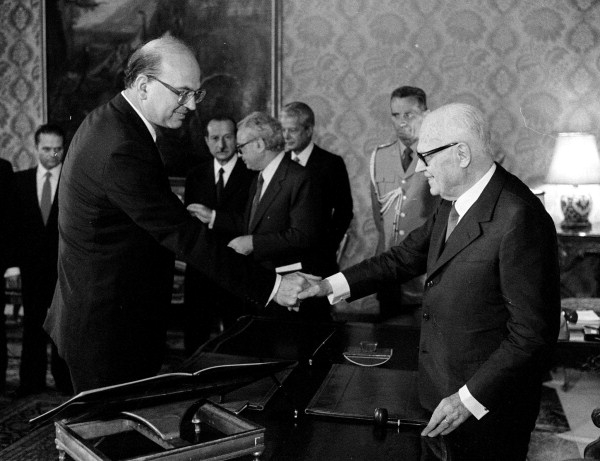
Giuramento del 1º governo Craxi il 4 agosto 1983 davanti al presidente della Repubblica Sandro Pertini

Nel 1983 diede nuovamente l'incarico di formare il governo a Craxi, che stavolta vi riuscì. Il 4 agosto 1983 il primo governo a guida socialista si presentava al Quirinale per il giuramento. Per due anni, e per la prima volta nella storia d'Italia, furono socialisti sia il presidente della Repubblica sia il presidente del Consiglio dei ministri.
Pertini ebbe tuttavia con Craxi rapporti altalenanti, dovuti essenzialmente alla diversa formazione e temperamento. Antonio Ghirelli, allora portavoce del Quirinale, riportò che Pertini, il giorno in cui doveva conferire a Craxi l'incarico di presidente del Consiglio, notò che il segretario socialista si era presentato al Colle indossando dei jeans e gli intimò di ritornare con un abbigliamento più adeguato.
Pertini spesso non condivise gli atteggiamenti craxiani, come nel caso del XLIII Congresso del PSI a Verona, il 15 maggio 1984, in cui Craxi venne rieletto segretario per acclamazione, anziché con la consueta votazione per alzata di delega. I rapporti tra i due politici comunque si mantennero sempre su un piano di cordialità e rispetto, nonostante le frequenti diversità di opinioni.

### Nomine presidenziali
Governi:
VII legislatura (1976-1979)

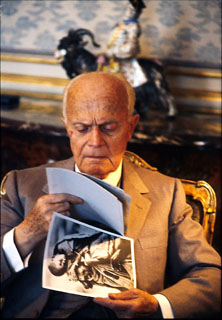
Sandro Pertini al Quirinale

- prosecuzione del Governo Andreotti IV fino al 20 marzo 1979
- Andreotti V, 20 marzo 1979

VIII legislatura (1979-1983)
- Cossiga I, 4 agosto 1979
- Cossiga II, 4 aprile 1980
- Forlani I, 18 ottobre 1980
- Spadolini I, 28 giugno 1981
- Spadolini II, 23 agosto 1982
- Fanfani V, 1º dicembre 1982

IX legislatura (1983-1987)
- Craxi I, 4 agosto 1983

Giudici della Corte costituzionale:
- Virgilio Andrioli, 18 ottobre 1978
- Giuseppe Ferrari, 21 ottobre 1980
- Giovanni Conso, 25 gennaio 1982

Senatori a vita:
- Leo Valiani, 12 gennaio 1980
- Eduardo De Filippo, 26 settembre 1981
- Camilla Ravera, 8 gennaio 1982
- Carlo Bo, 18 luglio 1984
- Norberto Bobbio, 18 luglio 1984

Con queste nomine i senatori a vita diventarono complessivamente sette. Secondo l'interpretazione di Pertini, infatti, l'art. 59 della Costituzione non intenderebbe limitare a cinque il numero di senatori a vita che possono sedere in Parlamento, ma permettere a ogni presidente della Repubblica di nominarne fino a cinque. Tale scelta non fu contestata (forse per la qualità dei senatori a vita nominati o per la popolarità di cui Pertini godeva) e il suo successore Cossiga seguì la stessa interpretazione.

### Senatore a vita

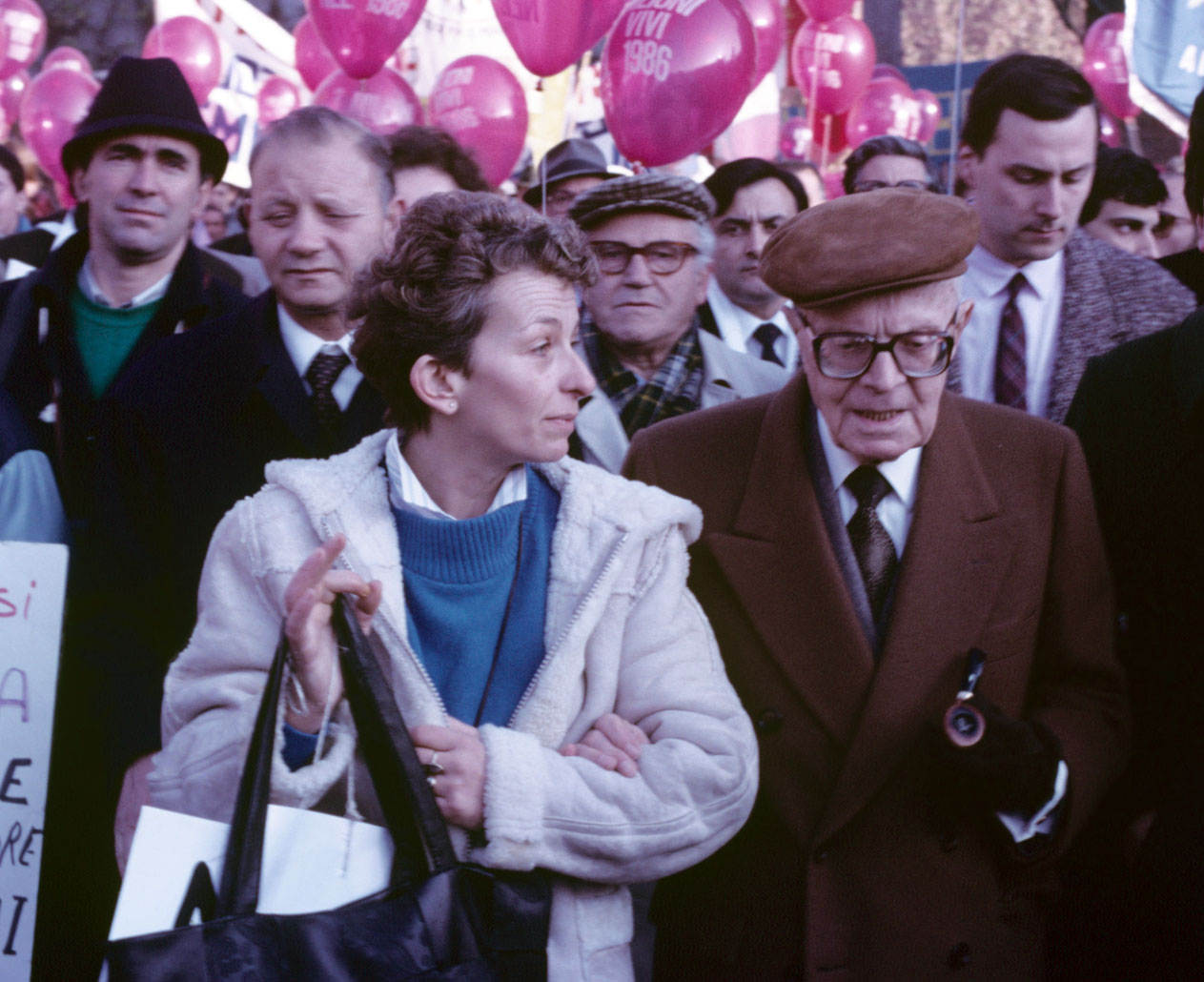
Emma Bonino e Sandro Pertini alla Marcia per la pace a Roma nel 1985

Il 29 giugno 1985, pochi giorni prima della scadenza naturale del suo mandato, si dimise dalla carica per permettere l'immediato insediamento di Francesco Cossiga, appena eletto suo successore; Cossiga gli subentrò come presidente supplente ed entrò formalmente in carica dal 3 luglio dopo il giuramento.
Al termine del mandato presidenziale divenne, come previsto dalla Costituzione, senatore a vita di diritto, e si iscrisse al Gruppo del PSI al Senato.
Come senatore a vita Pertini non svolse attività politica né votò la fiducia a un presidente del Consiglio da lui precedentemente incaricato. L'unico incarico ufficiale che intraprese dopo la presidenza della Repubblica fu la presidenza della Fondazione di Studi Storici "Filippo Turati", costituitasi a Firenze nel 1985 con l'obiettivo di conservare il patrimonio documentario del socialismo italiano. Conserverà questo incarico fino alla sua morte. Nel 1995 la Fondazione Turati ha dato vita all'Associazione Nazionale "Sandro Pertini" al fine di conservare e valorizzare l'archivio e la biblioteca personale del Presidente.
Durante e dopo il periodo presidenziale non rinnovò la tessera del Partito Socialista, al fine di presentarsi al di sopra delle parti, pur senza rinnegare il suo essere socialista; del resto, anche durante il mandato aveva difeso la bandiera del socialismo italiano, intervenendo con un commento autorizzato nella cosiddetta "lite delle comari" del governo Spadolini.
Indipendente dal ruolo istituzionale che aveva ricoperto e legato piuttosto a un senso di reciproca lealtà democratica appare invece l'episodio che lo vide, nel 1988, visitare la camera ardente del leader del Movimento Sociale Italiano Giorgio Almirante.
Il 23 marzo 1987 fu colto da un malore durante i funerali del generale Licio Giorgieri, che era stato assassinato dalle Brigate Rosse, e fu ricoverato al Policlinico Umberto I; in quella occasione ricevette anche la visita del papa Giovanni Paolo II, al quale era legato da una storica amicizia, ma il pontefice poté solo vederlo di sfuggita, poiché gli fu impedito dai medici, in quanto Pertini risultava sedato e non ancora fuori pericolo.
Pertini in seguito si rimise completamente, al punto che il 2 luglio dello stesso anno, in qualità di senatore più anziano in carica, si trovò a presiedere l'Aula di Palazzo Madama in occasione dell'elezione del presidente del Senato a inizio della X legislatura, che vide eletto Giovanni Spadolini.

### Morte
Sandro Pertini si spense la sera del 24 febbraio 1990, all'età di 93 anni, per una complicazione in seguito a una caduta di pochi giorni prima, nel suo appartamento privato di Roma, una mansarda affacciata sulla Fontana di Trevi. Per suo espresso desiderio, non vi furono esequie pubbliche e l'unico esponente delle istituzioni ammesso al suo capezzale fu il presidente della Repubblica in carica Francesco Cossiga. La salma fu cremata al cimitero di Prima Porta e le ceneri tumulate nella tomba di famiglia, presso il camposanto del suo paese natale, Stella San Giovanni.
Pertini, nonostante si fosse sempre dichiarato ateo, nel suo studio al Quirinale teneva sempre un crocifisso e sosteneva di ammirare la figura di Gesù come uomo che sostenne le sue idee a costo della morte. Nel 2007 il fotografo della Santa Sede Arturo Mari avvalorò in un proprio libro la tesi secondo la quale Pertini avrebbe voluto convertirsi in punto di morte ed avrebbe chiamato a sé il papa, al quale sarebbe stato però impedito di incontrarlo per il rifiuto opposto dalla moglie Carla Voltolina. L'ipotesi di una conversione di Pertini, come quella di un mancato incontro in punto di morte con Giovanni Paolo II, era già stata riferita nel 1990 dal quotidiano "Il Secolo XIX", andando subito incontro alla pronta smentita dalla vedova; dinnanzi all'ulteriore divulgazione di tale teoria, la Fondazione Sandro Pertini ne ribadì l'infondatezza, smentendo sia il fatto che papa Wojtyla si fosse mai recato al capezzale dell'ex presidente negli ultimi momenti della sua vita (durante i quali, peraltro, Pertini non fu sicuramente mai ricoverato in ospedale), sia che Carla Voltolina si fosse mai opposta ai contatti tra di loro. Fu anche precisato come la circostanza della mancata visita del pontefice a Pertini degente in ospedale risalisse in realtà al già citato caso del 1987, dovuto unicamente a ragioni cliniche.
Il suo appartamento in Piazza Fontana di Trevi, dove la moglie Carla continuò a risiedere fino alla morte, sopraggiunta nel 2005, funse poi da sede della Fondazione Pertini e non fu più affittato sino al 18 aprile 2011, quando Umberto Voltolina, cognato di Pertini, restituì la casa a Roma Capitale.

## Lo "stile Pertini"

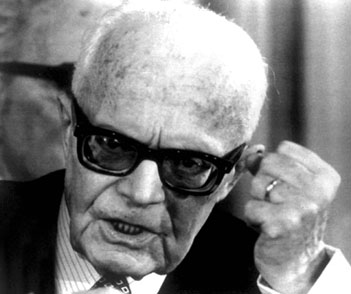
Una nota fotografia di Pertini

Il suo modo di intervenire direttamente nella vita politica del Paese rappresentò una novità per il ruolo di presidente della Repubblica. Se fino ad allora era prevalsa una lettura strettamente "notarile" dei poteri presidenziali, con Pertini divenne indiscutibile che ai poteri formali del Quirinale si aggiungeva il cosiddetto "potere di esternazione": quello che in seguito divenne un archetipo della funzione di stimolo del Quirinale nei confronti della politica fu, per la prima volta, esercitato senza sostanziali ostacoli nella risoluzione della controversia parasindacale dei controllori di volo. Indicativo della novità del suo intervento - che indusse il Governo ad avallare una soluzione negoziale elaborata al Quirinale - fu il fatto che la stampa e la dottrina giuridica cercarono di ricondurre la vicenda nell'ambito dei poteri presidenziali, con un'evidente giustificazione a posteriori, evidenziando il fatto che i controllori dei voli aerei erano a quel tempo personale militarizzato (era proprio questa una delle principali questioni), e affermando che Pertini era intervenuto in qualità di comandante delle forze armate, ruolo che gli spettava e spetta tuttora al capo dello Stato italiano ai sensi dell'articolo 87, 9º comma della Costituzione.
Grazie all'indubbio prestigio di cui godeva, soprattutto tra i cittadini, fu in genere difficile per i vari esponenti politici non recepire, seppur spesso controvoglia, le sue incursioni. Questo modo di fare portò il sistema istituzionale a rassomigliare quasi a un'anomala repubblica presidenziale. Antonio Ghirelli, all'epoca portavoce del Quirinale, coniò l'appellativo di Repubblica pertiniana: essa fu ripresa poi dai media dell'epoca, che ne enfatizzarono l'approccio fuori degli schemi tradizionali e la presenza ai principali eventi della vita nazionale, sia che fossero luttuosi, sia che fossero lieti, come avvenne con la sua partecipazione alla vittoria italiana al Mondiale di calcio del 1982 a Madrid.

## Il pensiero politico di Pertini
L'Italia, a mio avviso, deve essere nel mondo portatrice di pace: si svuotino gli arsenali di guerra, sorgente di morte, si colmino i granai, sorgente di vita per milioni di creature umane che lottano contro la fame. Il nostro popolo generoso si è sempre sentito fratello a tutti i popoli della Terra [...]»
(dal discorso di insediamento di Sandro Pertini a presidente della Repubblica del 9 luglio 1978.)
Il pensiero politico di Pertini può essere efficacemente espresso da alcune frasi tratte da una sua intervista:
( Sandro Pertini, Intervista (WMV), su pertini.it, CESP - Centro Espositivo Sandro Pertini. URL consultato il 2 agosto 2008.)
La sua personalità era intrisa dei princìpi che avevano ispirato la democrazia parlamentare e repubblicana, nata dall'esperienza della Resistenza partigiana, ed era solito sostenere il suo rispetto della fede politica altrui tanto quanto il suo fermo rifiuto del pensiero fascista e di qualsiasi ideologia e forma di governo che limiti la libertà di espressione:
Durante la sua presidenza della Repubblica, caratterizzata da importanti viaggi nei Paesi alleati, egli avversò le dittature, dando luogo, tra l'altro, ad una furibonda polemica con l'ultimo generale golpista argentino, Reynaldo Bignone. Questi - per tacitare le critiche internazionali contro le giunte militari responsabili della guerra sucia - nel maggio 1983 affermò sbrigativamente che i desaparecidos andavano considerati tutti morti. Pertini deplorò con veementi parole l'agghiacciante cinismo del presidente argentino e quando il generale Bignone inviò una nota di protesta alla Farnesina, replicò: «Non mi interessa che altri capi di Stato non abbiano sentito il dovere di protestare come ho protestato io. Peggio per loro. Ciascuno agisce secondo il suo intimo modo di sentire. Io ho protestato e protesto in nome dei diritti civili e umani e in difesa della memoria di inermi creature vittime di morte orrenda». La circostanza fu ricordata da Norberto Bobbio come esempio della prevalenza in Pertini di una concezione etica in politica, testimoniata anche dalle seguenti parole: «La moralità dell'uomo politico consiste nell'esercitare il potere che gli è stato affidato al fine di perseguire il bene comune».
Il 16 ottobre 1981, in un discorso da lui pronunciato alla FAO nella prima Giornata mondiale dell'alimentazione, affermò: «Ricchi e poveri siamo tutti legati allo stesso destino. La miseria degli altri potrebbe un giorno non lontano battere rabbiosa alla nostra porta. Esiste un legame di reciproca interdipendenza fra crescita del mondo industrializzato e sviluppo di quello emergente. Dobbiamo restituire ai popoli il senso dell'unità del pianeta».

## Riferimenti nella cultura di massa

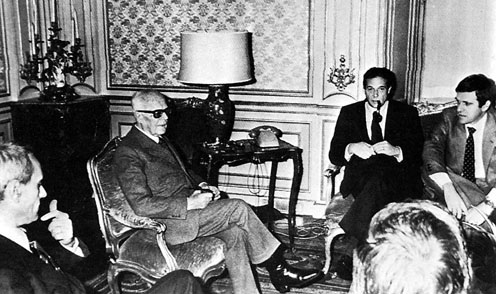
Pierre Carniti (CISL), Sandro Pertini, Luciano Lama (CGIL) e Giorgio Benvenuto (UIL) al Quirinale

Durante la sua permanenza al Quirinale, Pertini seppe imprimere alla figura del presidente della Repubblica un carattere di riferimento unificante agli occhi del popolo italiano. La sua statura morale contribuì al riavvicinamento dei cittadini alle istituzioni, in un momento difficile e costellato di avvenimenti delittuosi come quello degli anni di piombo.
La sua costante e reattiva presenza nei momenti cruciali della vita pubblica italiana, nelle situazioni piacevoli come nei momenti difficili, è stata probabilmente uno dei motivi della sua grande popolarità. Spesso è stato definito come il "presidente più amato dagli italiani", ricordato per l'amore verso l'Italia, per il suo carisma, per il suo modo di fare schietto e ironico, per l'onestà, per l'amore verso i bambini (a cui prestava molta attenzione durante le visite giornaliere delle scolaresche al Quirinale) e per aver inaugurato un nuovo modo di rapportarsi con i cittadini, con uno stile diretto e amichevole. Si ricorda la sua presenza ai tentativi di salvataggio del piccolo Alfredino Rampi, un bambino di sei anni di Vermicino caduto in un pozzo e lì deceduto nel 1981. La schiettezza e la pragmaticità di Pertini si riflessero anche nella sua azione politica e istituzionale, facendolo apparire come un presidente che puntava alla concretezza, rifiutando compromessi e imponendosi con il suo rigore morale.

### La presenza allo stadio per la finale dei Campionati mondiali di calcio del 1982

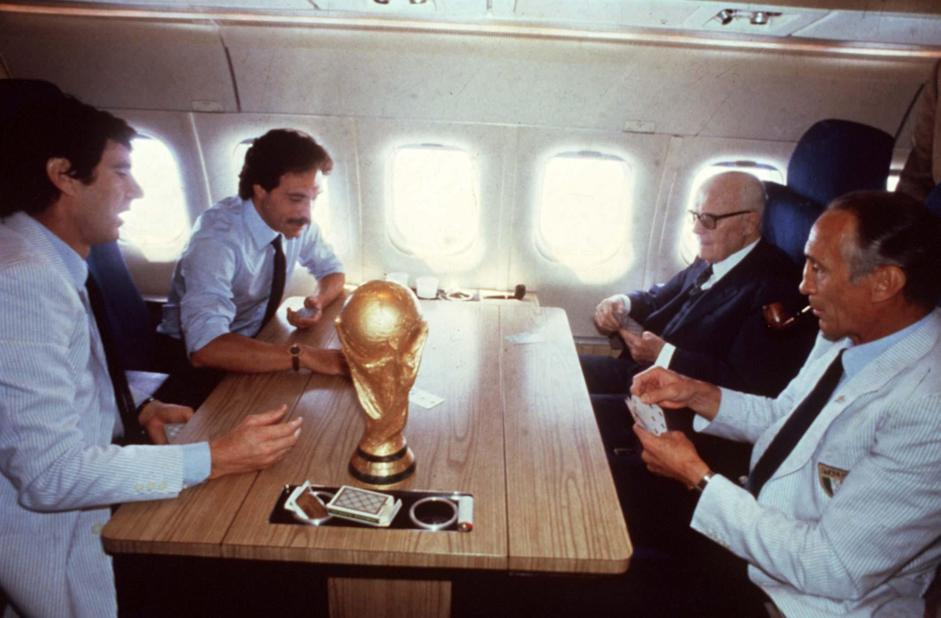
Il presidente della Repubblica Italiana Sandro Pertini (terzo da sinistra) gioca a scopone scientifico con Dino Zoff (primo da sinistra), Franco Causio (secondo da sinistra) e il Commissario tecnico della nazionale calcistica italiana Enzo Bearzot (ultimo da sinistra), sull'aereo presidenziale al ritorno in patria dalla Spagna, con la Coppa del Mondo appena vinta dagli azzurri sul suolo iberico

- Le immagini della sua esultanza allo Stadio Santiago Bernabéu di Madrid per la vittoria ai Campionati del mondo di Calcio del 1982 (dopo il terzo gol disse "non ci prendono più" vicino a un impassibile re Juan Carlos) sono entrate nella memoria collettiva degli italiani assieme all'esclamazione del telecronista RAI Nando Martellini: «Campioni del mondo! Campioni del mondo! Campioni del mondo!».

### La denuncia dei ritardi nei soccorsi ai terremotati dell'Irpinia
- In seguito al terremoto in Irpinia del 23 novembre 1980, nell'invocare una repentina risposta dei soccorsi all'immane tragedia dei terremotati, lanciò l'appello «Fate presto», frase apparsa il giorno seguente a nove colonne sul quotidiano Il Mattino di Napoli. Dopo la sua visita in Irpinia, il 26 novembre, pochi giorni dopo la tragedia denunciò pubblicamente l'impotenza e l'inefficienza dello Stato nei soccorsi in un famoso discorso televisivo a reti unificate, in cui sottolineò la scarsità di provvedimenti legislativi in materia di protezione del territorio e di intervento in caso di calamità e denunciò quei settori dello Stato che avrebbero speculato sulle disgrazie come nel caso del terremoto del Belice.[230]

### La denuncia del ruolo della criminalità organizzata
Sandro Pertini rimase sempre legato alla sua terra d'origine, la Liguria. Nonostante i suoi impegni, specie nel periodo della presidenza della Camera, si recò spesso in visita non solo nei luoghi in cui era nato o aveva vissuto da giovane ma anche in altre città della riviera ligure e dell'entroterra, spesso palesando il suo imbarazzo per il trambusto che la sua presenza comportava nei luoghi in cui sostava, con il vistoso e ingombrante seguito dei carabinieri di scorta. Una delle mete preferite era Camogli, nella riviera di Levante.
- Pertini assunse sempre un atteggiamento di totale intransigenza nei confronti della criminalità organizzata, denunciando «la nefasta attività contro l'umanità» delle mafie e raccomandando sempre di non associare indiscriminatamente i fenomeni criminosi di Cosa nostra, della camorra e della 'ndrangheta a tutto ciò che riguardava i luoghi in cui erano e sono presenti e le loro popolazioni. Nel discorso di fine anno del 1982 parlò espressamente del problema mafioso, ricordando le figure del politico Pio La Torre e del generale dei Carabinieri Carlo Alberto dalla Chiesa, entrambi assassinati dalla mafia siciliana nello stesso anno:

Prova ne sia questo: quando è stato assassinato Pio La Torre, vi era tutta Palermo intorno al suo feretro. Quando è stato assassinato il generale Dalla Chiesa, con la sua dolce, soave compagna, che è stata più volte qui a trovarmi, proprio in questo studio, tutta Palermo si è stretta intorno ai due feretri per protestare.
Quindi il popolo siciliano, il popolo calabrese ed il popolo napoletano sono contro la camorra e contro la mafia.»
- Nel 1983, su proposta del Governo, sciolse il consiglio comunale di Limbadi, in provincia di Vibo Valentia, in quanto era risultato primo degli eletti il latitante Francesco Mancuso, capo dell'omonima famiglia mafiosa. Tornò poi sulle tematiche legate alla criminalità organizzata nel suo discorso di fine anno:

Il popolo siciliano non deve essere confuso con la mafia. Il popolo siciliano è un popolo forte, popolo che ben conosco, perché negli anni passati, quando ero propagandista del mio partito, ho girato in lungo e in largo la Sicilia. Li ho conosciuti nella prima guerra mondiale i giovani siciliani, con il loro coraggio e la loro fierezza.

Il popolo siciliano è un popolo forte, generoso, intelligente. Il popolo siciliano è il figlio di almeno tre civiltà: la civiltà greca, la civiltà araba e la civiltà spagnola. È ricco di intelligenza questo popolo. Quindi non deve essere confuso con questa minoranza che è la mafia. È un bubbone che si è creato su un corpo sano.

Ebbene, con il bisturi, polizia, forze dell'ordine, governo debbono sradicare questo bubbone e gettarlo via, perché il popolo siciliano possa vivere in pace. Così si dica della 'ndrangheta in Calabria.

Io ho girato in lungo e largo la Calabria. Se vi è un popolo generoso, buono, pronto, desideroso di lavorare e di trarre dal suo lavoro il necessario per poter vivere dignitosamente, è il popolo calabrese.

Così il popolo napoletano con la camorra. Anche qui sono una minoranza i camorristi. Parlano troppo di quello che è in carcere, capo-mafia. Quello si sente un eroe. I giornali ne parlano tutti i giorni ed è chiaro che entra il giornale in carcere e lui si sente un eroe, questo sciagurato. Ma il popolo napoletano non può essere confuso con la camorra.»

### Il bacio alla bandiera
- Pertini introdusse il rito del "bacio alla bandiera" tricolore, che sarebbe divenuto usuale anche per i suoi successori. Non solo, ma in occasione delle sue visite ufficiali all'estero estese il rito del bacio anche alle bandiere dei Paesi ospiti.
- Il 25 marzo 1982 il presidente degli Stati Uniti Ronald Reagan ricevette a Washington il presidente italiano e scrisse in uno dei suoi diari personali: «Oggi è arrivato Sandro Pertini. Ha 84 anni ed è un fantastico gentiluomo. Abbiamo avuto un ottimo colloquio. Ama molto gli Stati Uniti. C'è stato un momento commovente quando è passato davanti al marine che teneva la nostra bandiera. Si è fermato e l'ha baciata».[233]

### La partecipazione ai funerali di Stato

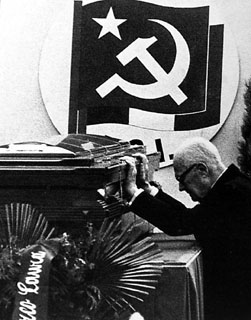
Pertini rende omaggio al feretro di Enrico Berlinguer

Per un certo periodo Pertini diventò "il presidente dei funerali di Stato". 
- Nel gennaio 1979 il funerale di Guido Rossa, davanti a 250 000 persone, diventò l'occasione per un forte attacco alle Brigate Rosse.
- Il momento forse più cupo fu il funerale dopo la strage di Bologna del 2 agosto 1980.[234]
- Pertini partecipò commosso anche ai funerali del presidente egiziano Anwar al-Sadat, assassinato ad opera della Jihad islamica, camminando in mezzo alla folla al seguito del feretro lungo tutto il percorso del corteo funebre e ricordandolo durante il discorso di fine anno nel 1981:

- Nel maggio del 1980 partecipò in veste ufficiale ai funerali di Josip Broz Tito, presidente della Repubblica Socialista Federale di Jugoslavia, assieme a decine di altri capi di Stato; poco tempo dopo alcuni esponenti politici di destra sostennero che baciò la bandiera che avvolgeva la bara del dittatore jugoslavo. Alcuni ambienti ritennero tale presunto gesto offensivo nei confronti della comunità giuliano-dalmata vittima dei massacri delle foibe e dell'esodo istriano[236][237]. In realtà si tratta di una 'bufala' politica, in quanto il Presidente si limitò ad appoggiare un braccio sopra la bara[238], come fecero anche molti altri capi di Stato o rappresentanti della politica internazionale[239].
- Pertini fu particolarmente partecipe nella vicenda della scomparsa di Enrico Berlinguer. Trovandosi a Padova per ragioni di Stato, si recò in ospedale per constatare le condizioni del leader comunista. Poche ore dopo il decesso impose di trasportarne la salma sull'aereo presidenziale, dicendo: «Lo porto via come un amico fraterno, come un figlio, come un compagno di lotta». Durante le esequie in piazza S. Giovanni il 13 giugno 1984, Nilde Iotti, dal palco delle autorità, ringraziò pubblicamente Pertini, scatenando un commovente applauso della folla partecipante (che, subito dopo, tributò fischi e contestazioni al presidente del Consiglio Bettino Craxi e agli esponenti di governo presenti[240]).

### Altre peculiari posizioni

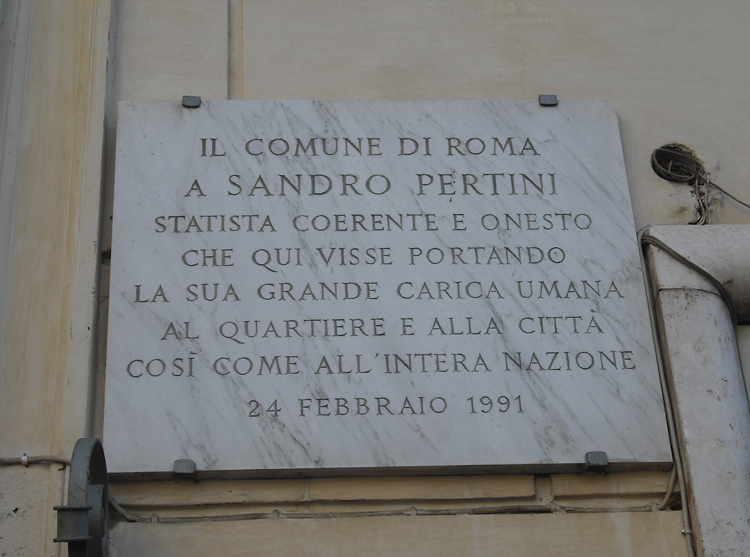
Targa commemorativa dedicata al presidente Pertini esposta sul muro della sua abitazione in Piazza di Trevi

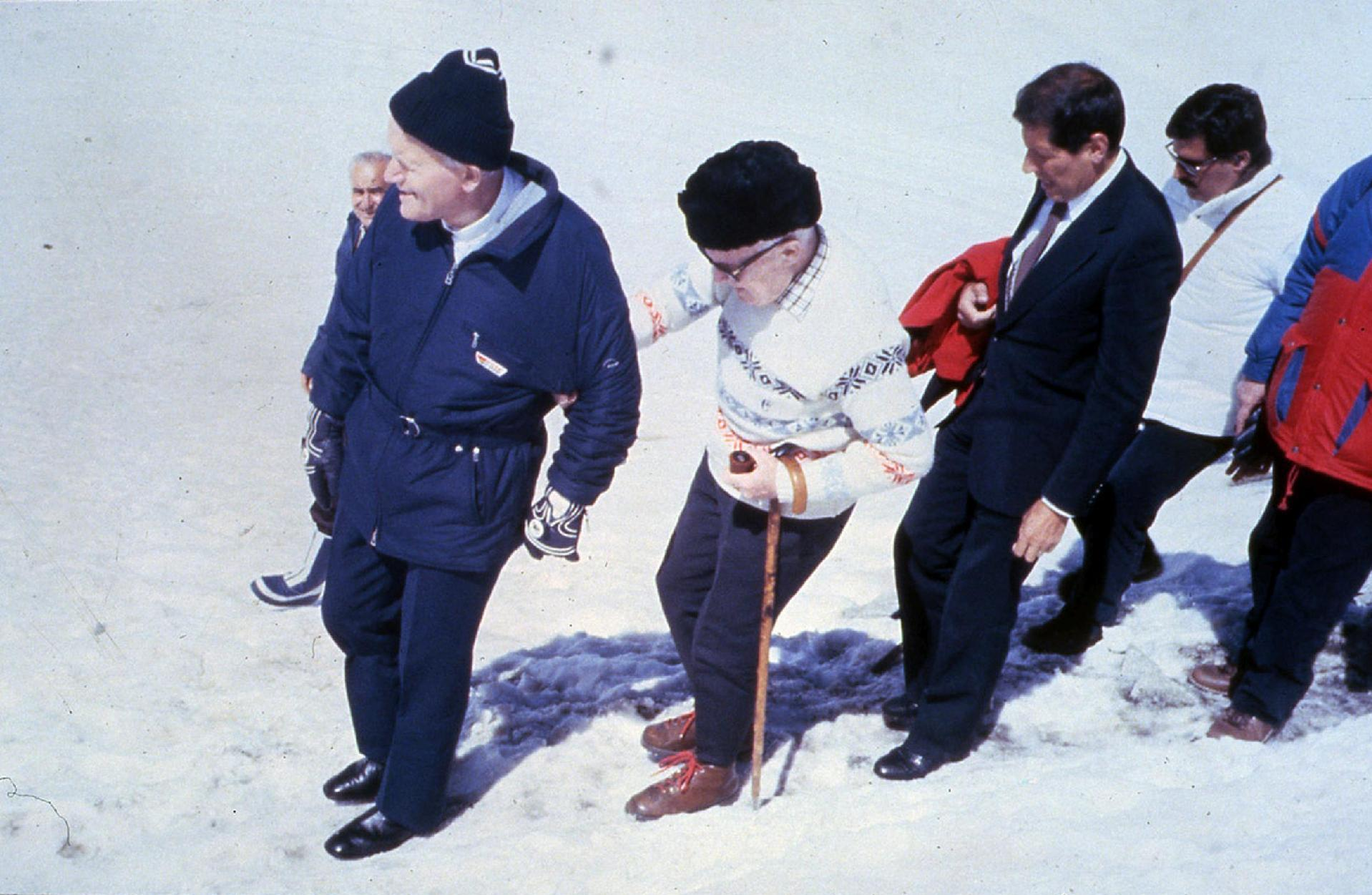
Sandro Pertini con papa Giovanni Paolo II sull'Adamello

- Prima della sua elezione nel 1978, Pertini dichiarò di aver evitato nelle precedenti votazioni per il Quirinale la candidatura al Colle («Non mi sarei proprio sentito a mio agio, lì al Quirinale! Infatti ogni volta che qualcuno tentava di farmi eleggere, io appoggiavo un altro candidato»).[47] La decisione di accettare l'incarico fu probabilmente dovuta alla particolare situazione politica creatasi dopo le accuse a Leone e le relative dimissioni.
- Pertini fu tra i presidenti che scelsero di non abitare stabilmente nel Palazzo del Quirinale: mantenne la propria residenza nel suo appartamento romano, secondo lo stesso Pertini per espresso desiderio della moglie. Visse infatti per molti anni in una mansarda di 35 m² che si affaccia sulla fontana di Trevi. Gli abitanti del quartiere lo incontravano spesso, quando ogni mattina l'auto di servizio andava a prenderlo per condurlo al Quirinale senza grandi apparati di sicurezza; per chi lo riconosceva e lo salutava, soprattutto i bambini, il Presidente aveva sempre un sorriso e un gesto di saluto.
- Pertini non conseguì mai la patente di guida e, escluse le occasioni ufficiali, era sempre la moglie ad accompagnarlo in auto, con l'utilitaria di famiglia. Tale vettura, una Fiat 500 D rossa del 1962, fu donata dalla moglie al Comune di Torino ed è conservata nel Museo nazionale dell'automobile.
- Era solito trascorrere le sue vacanze estive a Selva di Val Gardena, alloggiando nella locale caserma dei Carabinieri per non disturbare la cittadinanza con ulteriori misure di sicurezza durante la sua permanenza. Nella vicina Val di Fassa, nel comune di Campitello, è stato costruito nel 1986 il "Rifugio Sandro Pertini", nel nome dell'amicizia che legava il Presidente e il gestore del rifugio.

### Comportamenti che suscitarono polemiche
- Tra i primi provvedimenti da capo dello Stato ci fu quello di concedere la grazia, nonostante l'assenza di pentimento da parte dell'interessato e il parere contrario della Procura di Trieste,[241] all'ex-partigiano Mario Toffanin detto "Giacca", condannato all'ergastolo nel 1954 come principale responsabile dell'eccidio di Porzûs, massacro in cui avevano perso la vita diciassette partigiani cattolici della Brigata Osoppo.[242]
- Nel febbraio 1983, tra lo stupore generale, visitò in ospedale a Roma il giovane Paolo Di Nella, militante neofascista del Fronte della Gioventù, in coma per essere stato colpito alla testa con una spranga da due giovani mentre affiggeva dei manifesti,[243] e che nei giorni successivi morì.[244]
- Il giornalista Indro Montanelli, in un articolo pubblicato sul Corriere della Sera del 27 ottobre 1963, scrisse: «Non è necessario essere socialisti per amare e stimare Pertini. Qualunque cosa egli dica o faccia, odora di pulizia, di lealtà e di sincerità.»[245] Lo stesso Montanelli, tuttavia, in seguito, rispondendo alla lettera di un lettore sul Corriere del 16 giugno 1997, scrisse un articolo fortemente critico sulla figura del defunto presidente, dal titolo "Pertini? Sono altri i grandi d'Italia".[246] Il giudizio espresso dal giornalista fu definito «molto riduttivo e quasi sprezzante» dall'allora ministro Antonio Maccanico, ex collaboratore di Pertini, in una lettera inviata al quotidiano e pubblicata tre giorni dopo.[247]
- Altri giudizi molto critici su Pertini furono espressi dallo scrittore e giornalista di destra Marcello Veneziani[185].

### Nella cultura di massa

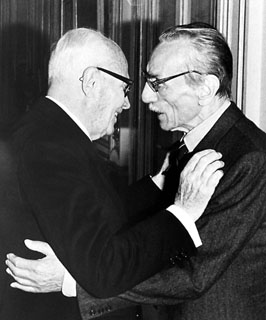
Sandro Pertini con il commediografo e attore Eduardo De Filippo, da lui nominato senatore a vita

- Nel film del 1974 Mussolini ultimo atto di Carlo Lizzani, c'è un personaggio, doppiato da Sergio Graziani, ispirato a Pertini. Lizzani in un suo libro ha scritto che l'allora presidente della Camera dei deputati, dopo aver visto il film in proiezione privata, in una lettera commentò bonariamente: «Durante quelle caldissime giornate mi fu rimproverata un'eccessiva intransigenza. Nel film, se c'è un personaggio "moscio", sono io!». Il film, che racconta gli ultimi giorni di Mussolini, si ispira alla ricostruzione che vuole Walter Audisio, colonnello della 52ª Brigata Garibaldi, esecutore materiale dell'ordine del CLN di fucilare il duce. Lizzani nel suo libro riporta che Pertini nella lettera gli scrisse: «E poi non fu Audisio a eseguire la «sentenza»; ma questo non si deve dire oggi».[248][249]
- Ci sarà un giorno (Il giovane Pertini) di Franco Rossi è un film del 1993 che racconta la vita di Pertini (interpretato da Maurizio Crozza) nel quinquennio 1925-1930. Prodotto dalla RAI, è stato trasmesso solo nel 2010 a causa dell'opposizione della moglie.[250]
- La sua popolarità fece sì che diventasse spesso anche oggetto di attenzione da parte del mondo dello spettacolo: nel cabaret televisivo degli anni ottanta, vi sono stati almeno due noti imitatori di Sandro Pertini: Alfredo Papa e Massimo Lopez. Il primo doppiava il pupazzo Sandrino che interloquiva con Lino Toffolo nel varietà di Canale 5 Risatissima. Il secondo imitava Pertini in prima persona, particolarmente negli sketch del Trio (Lopez, Marchesini, Solenghi) per l'edizione 1985-1986 di Domenica In.
- Pertini è il presidente che il cantautore romano Antonello Venditti cita nella canzone Sotto la pioggia, scritta nel 1982 e contenuta nell'omonimo album:

- Pertini è citato nella canzone L'Italiano, presentata da Toto Cutugno al Festival di Sanremo 1983. La musica del brano è dello stesso Cutugno, mentre il testo è di Cristiano Minellono: «Buongiorno Italia, gli spaghetti al dente e un partigiano come presidente».[251][252][253].
- Pertini è stato protagonista di una striscia a fumetti (Pertini, o Pertini Partigiano) disegnata da Andrea Pazienza e pubblicata su varie testate storiche della satira italiana, tra cui Il Male, Cannibale, Frigidaire e successivamente Cuore. Le strisce e il materiale prodotto sono in seguito state pubblicate in volume da Primo Carnera Editore nel 1983 e da Baldini & Castoldi nel 1998. La striscia immergeva il Presidente negli anni della Resistenza italiana al nazismo, dipingendolo come coraggioso e pragmatico guerrigliero, affiancato e intralciato dall'inetto aiutante Paz, l'autore stesso.
- Pertini è protagonista – dal 2014 – di una piece teatrale dal titolo Gli uomini per essere liberi. Sandro Pertini, il Presidente di Gianni Furlani. La piece - replicata oltre 70 volte, anche con la presenza del presidente della Repubblica Sergio Mattarella nell’estate del 2016 - è stata riconosciuta - con comunicazione DICA-0014928-P-11/07/2017 - "evento di interesse nazionale" dalla presidenza del Consiglio dei ministri nel giugno del 2017.[senza fonte][254]
- Pertini è tra i personaggi principali di La macchina del vento (Einaudi, 2019), romanzo di Wu Ming 1 ambientato sull'isola di Ventotene tra il 1939 e il 1943.
- Pertini viene interpretato dall'attore Massimo Dapporto nella miniserie televisiva del 2021 Alfredino - Una storia italiana, di Marco Pontecorvo, dedicata alla tragedia di Vermicino.
- Pertini, interpretato dall'attore Rolando Ravello, è uno dei personaggi del film del 2022 C'era una volta il crimine, diretto da Massimiliano Bruno. Tale film contiene un anacronismo, in quanto egli è rappresentato come il capo di una brigata partigiana sugli Appennini nei giorni che precedono l'8 settembre 1943, nei quali invece si trovava a Roma.

## Opere
- La fuga di Filippo Turati, in Trent'anni di storia italiana, 1915-1945. Dall'antifascismo alla Resistenza, Torino, Einaudi, 1961.
- Quei giorni della liberazione di Firenze. ...e la Martinella suonò..., a cura di G. Errera, Firenze, Le Monnier, 1983. ISBN 88-00-85598-9; Firenze, Pugliese, 2006. ISBN 88-86974-34-5.
- Pertini racconta. Storia di un uomo e del suo mito, Milano, Garzanti, 1984.
- La mia Repubblica, a cura di G. Spadolini, Manduria-Bari-Roma, Lacaita, 1990.
- Scritti e discorsi di Sandro Pertini, 2 voll., a cura di S. Neri Serneri, A. Casali, G. Errera, Roma, Presidenza del Consiglio dei ministri, Dipartimento per l'informazione e l'editoria, 1992.
- Sandro Pertini, combattente per la libertà, a cura di S. Caretti e M. Degl'Innocenti, Manduria-Bari-Roma, Lacaita, 1996.
- Sandro Pertini. Carteggio: 1924-1930, a cura di S. Caretti, Manduria-Bari-Roma, Lacaita, 2005. ISBN 88-88546-55-3.
- Discorsi parlamentari 1945-1976, a cura di M. Arnofi, Roma-Bari, Laterza, 2006. ISBN 88-420-7871-9.
- Sandro Pertini. Lettere dal carcere: 1931-1935, a cura di S. Caretti, Manduria-Bari-Roma, Lacaita, 2006. ISBN 88-89506-19-9.
- Sandro Pertini. Dal confino alla Resistenza. Lettere 1935-1945, a cura di S. Caretti, Manduria-Bari-Roma, Lacaita, 2007. ISBN 978-88-89506-13-4.
- Sandro Pertini. Dal delitto Matteotti alla Costituente. Scritti e discorsi, 1924-1946, a cura di S. Caretti, Manduria-Bari-Roma, Lacaita, 2008. ISBN 978-88-89506-63-9.
- Sandro Pertini. Anni di guerra fredda. Scritti e discorsi: 1947-1949, a cura di S. Caretti, Manduria-Bari-Roma, Lacaita, 2010. ISBN 978-88-89506-91-2.
- Sandro Pertini. La stagione del frontismo. Scritti e discorsi: 1949-1953, a cura di S. Caretti, Manduria-Bari-Roma, Lacaita, 2015. ISBN 978-88-6582-030-8.
- Sandro Pertini. L'autunno del centrismo e l'alternativa socialista. Scritti e discorsi: 1953-1958, a cura di S. Caretti, Manduria-Bari-Roma, Lacaita, 2016. ISBN 978-88-6582-033-9.
- Bibliografia degli scritti e discorsi di Sandro Pertini, 1924-2008, a cura di A. Gandolfo, Savona, Provincia, 2008.
- Gli uomini per essere liberi, a cura di P. Pierri, Torino, ADD, 2012. ISBN 978-88-96873-47-2.
- Gli Impertinenti, il viaggio di Sandro e Carla Pertini, per l'Italia di oggi, a cura di E. Cuccodoro, Maglie-Lecce, Edizioni Voilier, 2018.
- Anima socialista. Nenni e Pertini in un carteggio inedito (1927-1979), a cura di A. Tedesco e di A. Giacone, Roma, Arcadia, 2020. ISBN 978-88-3210-416-5

## Onorificenze

### Onorificenze italiane
Nella sua qualità di Presidente della Repubblica italiana è stato, dal 9 luglio 1978 al 29 giugno 1985:
Personalmente è stato insignito di:
Ebbe tale decorazione per aver guidato, nell'agosto del 1917 un assalto al monte Jelenik, durante la battaglia della Bainsizza. Tuttavia, dopo la guerra, tale decorazione fu occultata dal regime fascista a causa della sua militanza socialista.
Pertini seppe del conferimento solo quando divenne presidente della Repubblica, dopo alcune ricerche dello staff dello Stato Maggiore. Alla proposta di consegna egli si rifiutò dicendo che se l'allora regime negò tale merito non riteneva giusto raccoglierlo ora vista la sua posizione di presidente della Repubblica. L'onorificenza gli fu comunque consegnata, terminato il suo mandato presidenziale, nel suo ufficio di senatore a vita, dall'allora presidente del Senato, Giovanni Spadolini.

## Monumenti e infrastrutture dedicate a Pertini

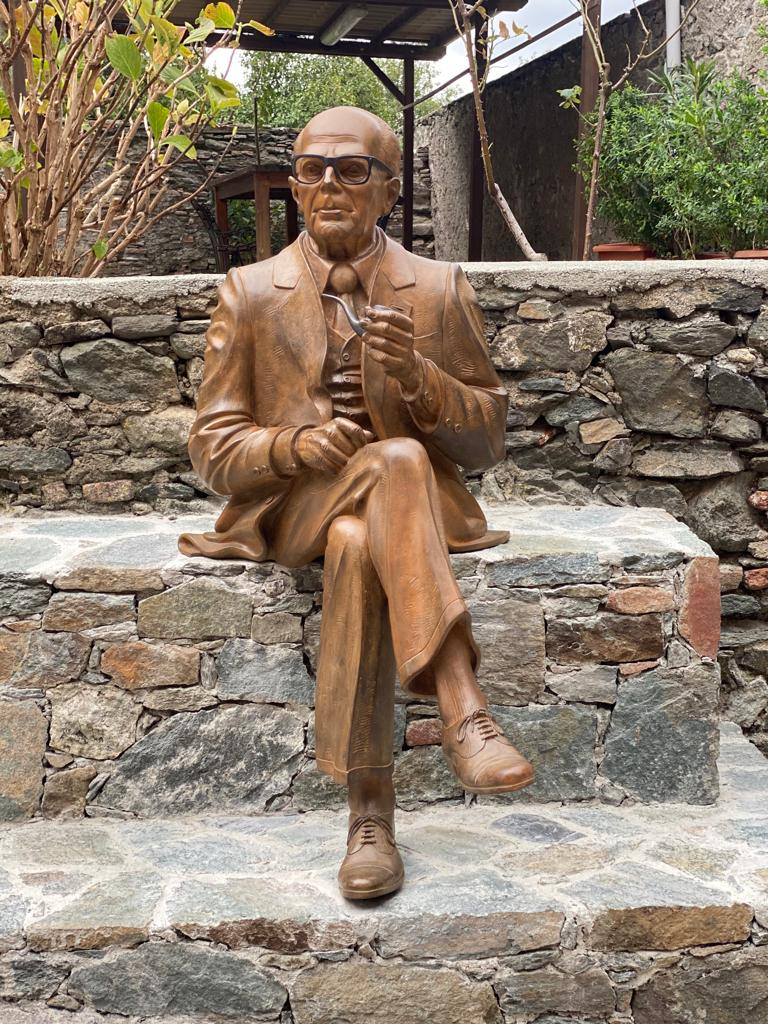
Monumento a Sandro Pertini di Pietro Marchese, presso la casa natale

Il primo monumento dedicato a Sandro Pertini fu inaugurato poco dopo la sua morte, nel 1990 a Milano, in via Croce Rossa, opera dell'architetto Aldo Rossi. Altri monumenti a Pertini si ricordano nei comuni di Campo nell'Elba, Foligno, Nereto e Rimini.
A Stella, dove nacque e dove è sepolto, è stato collocato un suo busto davanti alla sede comunale e una statua a grandezza naturale presso la casa natale. Un modellino della statua è stato donato all'Ufficio di Presidenza della Commissione Europea per mantenere alto il ricordo del presidente.
A Savona, città in cui ha studiato e lavorato, è invece presente una stele d'acciaio opera dello scultore Gianni Lucchesi posizionata nella piazza a lui dedicata, su cui sono intagliate frasi e parole che hanno segnato il suo pensiero. Sempre a Savona è presente un museo che raccoglie un'ampia collezione di opere raccolte dal Presidente nel corso degli anni e che ha voluto donare alla città e gli è dedicato il ponte che attraversa la darsena del porto cittadino.
A Sandro Pertini sono inoltre intitolati, tra gli altri, l'aeroporto di Torino-Caselle, l'ospedale "Sandro Pertini" di Roma, inaugurato nel 1990 nel quartiere di Pietralata e il Centro Culturale Il Pertini del Comune di Cinisello Balsamo.
L'Associazione Nazionale Sandro Pertini tiene inoltre un dettagliato elenco, non esaustivo, delle numerose scuole, parchi, infrastrutture, centri culturali e politici, strade, piazze e manifestazioni varie, intitolate a Sandro Pertini in Italia.

## La Fondazione Sandro Pertini
La "Fondazione Sandro Pertini" è stata costituita il 23 settembre 2002, a Firenze, su iniziativa della moglie del presidente, Carla Voltolina.
La firma dell'atto pubblico di costituzione è avvenuta in occasione di una cerimonia svoltasi nell'aula magna della facoltà di Scienze Politiche "Cesare Alfieri" che aveva visto laurearsi, nel 1924, proprio Sandro Pertini.
La fondazione si pone come principale obiettivo quello di promuovere e divulgare studi sull'opera e il pensiero di Sandro Pertini; inoltre, si prefigge come scopo ulteriore, ma non secondario, quello di preservare il patrimonio dell'uomo politico costituito da cimeli, libri, archivio storico, fotografie, quadri e documenti vari da destinare alla pubblica fruizione, nonché quello di diffondere i valori per i quali Pertini si era battuto durante la sua esistenza. Il Museo d'Arte "Sandro Pertini e Renata Cuneo" di Savona (con opere di artisti come Filiberto Sbardella, suo compagno durante la Resistenza) ne è un valido esempio.